# Чемпионат СССР по хоккею с шайбой 1948/1949
Третий чемпионат СССР по хоккею с шайбой был разыгран с 12 декабря 1948 по 8 марта 1949 года. В чемпионате участвовали 22 команды, если количество команд в Первой группе не изменилось, то во Второй количество участников уменьшилось до 12. Победителем второй раз подряд стала команда ЦДКА.

## Подготовка к чемпионату
Снова были скорректированы правила:
- увеличены площадки до размеров 30х60 метров (вместо 26х56 метров)
- увеличилась высота бортов с 0,9 до 1,07 метра
- внесены изменения в разметку площадки
- утверждены правила замены вратарей (запасной вратарь может выйти только в начале периода и в случаях травмы основного вратаря, основной может вернуться в игру в любой момент)
- изменены правила вбрасывания при остановках игры (при нарушении правила «вне игры» нарушителем теперь является отдавший пас игрок, а не принявший его, вбрасывание производится не менее чем в трёх метров от ворот)
- вместо удаления до конца периода ввели персональное удаление (команда продолжает играть в полном составе) до конца матча. К персональным удалениям отнесли и удаление на 10 минут
- скорректированы правила пробития штрафного броска (засчитывается гол после рикошета, пробитие броска производится при выключенном секундомере) и определения положения «вне игры»
- перестали засчитывать голы забитые из зоны защиты при игре в меньшинстве
- область применения силовых приёмов расширена с защитной зоны до половины площадки защищающейся команды

С 10 по 23 ноября уже традиционно в Москве прошёл всесоюзный сбор тренеров и судей.

## Первая группа
В главный турнир, где разыгрывались медали, было допущено 9 лучших клубов прошлогоднего турнира, и победитель соревнования во Второй группе. Команда занявшая последнее место переходила во Вторую группу. 

Предусматривалось проведение между каждыми командами домашнего и выездного матчей. Но с 19 февраля все матчи стали проводить в Москве. Таким образом 5 провинциальных команд не полностью использовали преимущество своего поля, причём «Динамо» Рига в двух матчах, а «Динамо» Таллин в пяти. 

Если в прошлом сезоне московские команды заняли все призовые места, то в этом все пять столичных команд оказались наверху турнирной таблицы. Столичные армейцы, проиграв только один матч и набрав на одно очко меньше чем в прошлом сезоне, уверенно выиграли чемпионат, при этом чемпион определился более чем за две недели до окончания турнира. Команда таллиннского «Динамо», из пяти «домашних» встреч в Москве проигравшая четыре, не явилась на последний (ничего не решающий в турниром плане) матч с московским «Динамо», ей было защитано техническое поражение. 

Как и в прошлом сезоне, команда занявшая последнее место, на этот раз ленинградский «Дзержинец», смогла только трижды сыграть вничью, не одержав ни одной победы.
| М  | Команда                 | 1       | 2        | 3        | 4       | 5       | 6       | 7       | 8       | 9       | 10       | И  | В  | Н | П  | Ш      | О  |
| -- | ----------------------- | ------- | -------- | -------- | ------- | ------- | ------- | ------- | ------- | ------- | -------- | -- | -- | - | -- | ------ | -- |
|    | ЦДКА                    | -       | 2:1 4:1  | 2:2 7:2  | 4:2 1:3 | 5:4 9:2 | 2:1 1:1 | 3:2 4:0 | 3:1 4:2 | 7:1 9:1 | 7:2 6:1  | 18 | 15 | 2 | 1  | 80-29  | 32 |
|    | ВВС МВО                 | 1:2 1:4 | -        | 3:2 4:4  | 4:2 3:1 | 3:1 2:3 | 9:2 5:0 | 3:3 4:2 | 6:2 3:3 | 6:1 4:0 | 7:0 10:2 | 18 | 12 | 3 | 3  | 78-34  | 27 |
|    | «Динамо» Москва         | 2:2 2:7 | 2:3 4:4  | -        | 2:3 2:2 | 3:2 3:5 | 4:1 7:3 | 3:2 8:2 | 4:1 5:2 | 8:1 +:- | 12:2 8:3 | 18 | 11 | 3 | 4  | 79-45  | 25 |
| 4  | «Крылья Советов» Москва | 2:4 3:1 | 2:4 1:3  | 3:2 2:2  | -       | 3:4 3:3 | 4:2 2:3 | 5:1 6:2 | 5:0 4:3 | 5:1 4:0 | 3:0 5:5  | 18 | 10 | 3 | 5  | 62-40  | 23 |
| 5  | «Спартак» Москва        | 4:5 2:9 | 1:3 3:2  | 2:3 5:3  | 4:3 3:3 | -       | 2:3 3:3 | 5:1 1:1 | 4:6 5:4 | 6:0 4:1 | 7:1 6:3  | 18 | 9  | 3 | 6  | 67-54  | 21 |
| 6  | «Динамо» Рига           | 1:2 1:1 | 2:9 0:5  | 1:4 3:7  | 2:4 3:2 | 3:2 3:3 | -       | 4:5 4:3 | 5:3 4:1 | 7:1 0:0 | 7:1 5:0  | 18 | 8  | 3 | 7  | 55-53  | 19 |
| 7  | «Дзержинец» Челябинск   | 2:3 0:4 | 3:3 2:4  | 2:3 2:8  | 1:5 2:6 | 1:5 1:1 | 5:4 3:4 | -       | 1:1 3:1 | 1:1 5:2 | 4:2 7:1  | 18 | 5  | 4 | 9  | 45-58  | 14 |
| 8  | «Динамо» Ленинград      | 1:3 2:4 | 2:6 3:3  | 1:4 2:5  | 0:5 3:4 | 6:4 4:5 | 3:5 1:4 | 1:1 1:3 | -       | 5:6 4:1 | 3:3 6:3  | 18 | 3  | 3 | 12 | 48-69  | 9  |
| 9  | «Динамо» Таллин         | 1:7 1:9 | 1:6 0:4  | 1:8 -:+  | 1:5 0:4 | 0:6 1:4 | 1:7 0:0 | 1:1 2:5 | 6:5 1:4 | -       | 3:3 3:1  | 18 | 2  | 3 | 13 | 23-79  | 7  |
| 10 | «Дзержинец» Ленинград   | 2:7 1:6 | 0:7 2:10 | 2:12 3:8 | 0:3 5:5 | 1:7 3:6 | 1:7 0:5 | 2:4 1:7 | 3:3 3:6 | 3:3 1:3 | -        | 18 | 0  | 3 | 15 | 33-109 | 3  |

| 12.12.1948 | «Дзержинец» Челябинск | 2:3 (2:0, 0:1, 0:2) | ЦДКА Москва | Стадион «Дзержинец», Челябинск Зрителей: 6000 |

| Отчёт                                    | Отчёт               | Отчёт                                         | Отчёт             | Отчёт                                           |
| ---------------------------------------- | ------------------- | --------------------------------------------- | ----------------- | ----------------------------------------------- |
|                                          |                     |                                               |                   |                                                 |
|                                          | Борис Ребянский     | Вратари                                       | Григорий Мкртычан | Судьи: М.Дмитриев (Москва) В.Комлев (Челябинск) |
|                                          | Голы:               |                                               |                   | Судьи: М.Дмитриев (Москва) В.Комлев (Челябинск) |
| Г.Женишек (В.Шувалов) 10' Л.Степанов 16' | 1:0 2:0 2:1 2:2 2:3 | 40' А.Тарасов (мен.) 41' Е.Бабич 58' М.Орехов |                   | Судьи: М.Дмитриев (Москва) В.Комлев (Челябинск) |
|                                          |                     |                                               |                   | Судьи: М.Дмитриев (Москва) В.Комлев (Челябинск) |
|                                          |                     |                                               |                   | Судьи: М.Дмитриев (Москва) В.Комлев (Челябинск) |
|                                          |                     |                                               |                   | Судьи: М.Дмитриев (Москва) В.Комлев (Челябинск) |
|                                          |                     |                                               |                   | Судьи: М.Дмитриев (Москва) В.Комлев (Челябинск) |
|                                          |                     |                                               |                   |                                                 |

| 12.12.1948 16:00 | «Крылья Советов» Москва | 5:0 (1:0, 3:0, 1:0) | «Динамо» Ленинград | Стадион «Динамо», Москва |

| Отчёт                                                                                              | Отчёт                                                                                              | Отчёт   | Отчёт                                                                                                 | Отчёт                                                                                                 |  |
| -------------------------------------------------------------------------------------------------- | -------------------------------------------------------------------------------------------------- | ------- | --- | --- |  |
| | |         | | |  |
| | Борис Запрягаев                                                                                    | Вратари | Павел Забелин                                                                                         | Судьи: В.Моргунов (Москва) Ю.Климас (Каунас)                                                          |  |
| | Голы:                                                                                              |         | | Судьи: В.Моргунов (Москва) Ю.Климас (Каунас)                                                          |  |
| С.Митин 4' Н.Котов А.Гурышев П.Котов                                                               | 1:0 2:0 3:0 4:0 5:0                                                                                |         | | Судьи: В.Моргунов (Москва) Ю.Климас (Каунас)                                                          |  |
| | |         | | Судьи: В.Моргунов (Москва) Ю.Климас (Каунас)                                                          |  |
| | |         | | Судьи: В.Моргунов (Москва) Ю.Климас (Каунас)                                                          |  |
| | |         | | Судьи: В.Моргунов (Москва) Ю.Климас (Каунас)                                                          |  |
| | |         | | Судьи: В.Моргунов (Москва) Ю.Климас (Каунас)                                                          |  |
| | |         | | |  |
| | |         | | |  |
| | Владимир Егоров                                                                                    | Тренер  | Валентин Фёдоров                                                                                      | |  |
| В.Горохов (к), И.Горшков, А.Гурышев, В.Егоров, А.Кострюков, Н.Котов, П.Котов, А.Кучевский, С.Митин | В.Горохов (к), И.Горшков, А.Гурышев, В.Егоров, А.Кострюков, Н.Котов, П.Котов, А.Кучевский, С.Митин | Состав  | О.Ошенков, Б.Калинин, Е.Стариков, Б.Орехов, П.Иванов, А.Куни, Д.Фёдоров, Вал.Фёдоров (к), Вас.Фёдоров | О.Ошенков, Б.Калинин, Е.Стариков, Б.Орехов, П.Иванов, А.Куни, Д.Фёдоров, Вал.Фёдоров (к), Вас.Фёдоров |  |

| 12.12.1948 18:00 | «Спартак» Москва | 2:3 (0:0, 1:1, 1:2) | «Динамо» Москва | Стадион «Динамо», Москва Зрителей: 20 000 |

| Отчёт              | Отчёт              | Отчёт                                    | Отчёт              | Отчёт                                      |
| ------------------ | ------------------ | ---------------------------------------- | ------------------ | ------------------------------------------ |
|                    |                    |                                          |                    |                                            |
|                    | Дмитрий Петров     | Вратари                                  | Виктор Ставровский | Судьи: С.Савин (Москва) М.Белянин (Москва) |
|                    | Голы:              |                                          |                    | Судьи: С.Савин (Москва) М.Белянин (Москва) |
| В.Захаров А.Сеглин | 0:1 :1 2:1 2:2 2:3 | Н.Медведев 57' О.Толмачёв 59' Н.Медведев |                    | Судьи: С.Савин (Москва) М.Белянин (Москва) |
|                    |                    |                                          |                    | Судьи: С.Савин (Москва) М.Белянин (Москва) |
|                    |                    |                                          |                    | Судьи: С.Савин (Москва) М.Белянин (Москва) |
|                    |                    |                                          |                    | Судьи: С.Савин (Москва) М.Белянин (Москва) |
|                    |                    |                                          |                    | Судьи: С.Савин (Москва) М.Белянин (Москва) |
|                    |                    |                                          |                    |                                            |

| 13.12.1948 | ВВС МВО Москва | 9:2 (4:0, 4:2, 1:0) | «Динамо» Рига | Стадион «Динамо», Москва |

| Отчёт                                                                              | Отчёт                                       | Отчёт           | Отчёт         | Отчёт                                        |
| ---------------------------------------------------------------------------------- | ------------------------------------------- | --------------- | ------------- | -------------------------------------------- |
|                                                                                    |                                             |                 |               |                                              |
|                                                                                    | ?                                           | Вратари         | Харий Меллупс | Судьи: В.Архипов (Москва) А.Балашов (Москва) |
|                                                                                    | Голы:                                       |                 |               | Судьи: В.Архипов (Москва) А.Балашов (Москва) |
| А.Виноградов И.Новиков З.Зикмунд Ю.Тарасов И.Новиков Ю.Тарасов Е.Воронин И.Новиков | 1:0 2:0 3:0 4:0 4:1 5:1 6:1 7:1 7:2 8:2 9:2 | А.Егерс Э.Клавс |               | Судьи: В.Архипов (Москва) А.Балашов (Москва) |
|                                                                                    |                                             |                 |               | Судьи: В.Архипов (Москва) А.Балашов (Москва) |
|                                                                                    |                                             |                 |               | Судьи: В.Архипов (Москва) А.Балашов (Москва) |
|                                                                                    |                                             |                 |               | Судьи: В.Архипов (Москва) А.Балашов (Москва) |
| 46 мин                                                                             | Штраф                                       | 25 мин          |               | Судьи: В.Архипов (Москва) А.Балашов (Москва) |
|                                                                                    |                                             |                 |               |                                              |
|                                                                                    |                                             |                 |               |                                              |

| 14.12.1948 14:00 | «Дзержинец» Ленинград | 3:3 (0:2, 2:1, 1:0) | «Динамо» Таллин | Стадион Кировского завода, Ленинград |

| Отчёт                        | Отчёт                  | Отчёт     | Отчёт | Отчёт                                              |
| ---------------------------- | ---------------------- | --------- | ----- | -------------------------------------------------- |
|                              |                        |           |       |                                                    |
|                              |                        |           |       | Судьи: А. Зябликов (Ленинград) И. Широков (Москва) |
|                              | Голы:                  |           |       |                                                    |
| А.Графов А.Соколов А.Соколов | 0:1 0:2 1:2 2:2 2:3 :3 | Л.Ряммаль |       |                                                    |
|                              |                        |           |       |                                                    |
|                              |                        |           |       |                                                    |
|                              |                        |           |       |                                                    |
|                              |                        |           |       |                                                    |
|                              |                        |           |       |                                                    |

| 15.12.1948 | «Динамо» Москва | 4:1 (2:0, 2:1, 0:0) | «Динамо» Ленинград | Стадион «Динамо», Москва |

| Отчёт                                             | Отчёт               | Отчёт      | Отчёт         | Отчёт                                      |
| ------------------------------------------------- | ------------------- | ---------- | ------------- | ------------------------------------------ |
|                                                   |                     |            |               |                                            |
|                                                   | Виктор Ставровский  | Вратари    | Павел Забелин | Судьи: Э.Волгаст (Рига) В.Донской (Москва) |
|                                                   | Голы:               |            |               | Судьи: Э.Волгаст (Рига) В.Донской (Москва) |
| А.Уваров 12' Н.Медведев 19' Н.Медведев В.Климович | 1:0 2:0 3:0 3:1 4:1 | Е.Стариков |               | Судьи: Э.Волгаст (Рига) В.Донской (Москва) |
|                                                   |                     |            |               | Судьи: Э.Волгаст (Рига) В.Донской (Москва) |
|                                                   |                     |            |               | Судьи: Э.Волгаст (Рига) В.Донской (Москва) |
|                                                   |                     |            |               | Судьи: Э.Волгаст (Рига) В.Донской (Москва) |
|                                                   |                     |            |               | Судьи: Э.Волгаст (Рига) В.Донской (Москва) |
|                                                   |                     |            |               |                                            |

| 16.12.1948 | «Дзержинец» Ленинград | 0:3 (0:1, 0:0, 0:2) | «Крылья Советов» Москва | Стадион Кировского завода, Ленинграл |

| Отчёт | Отчёт       | Отчёт                      | Отчёт           | Отчёт                                             |
| ----- | ----------- | -------------------------- | --------------- | ------------------------------------------------- |
|       |             |                            |                 |                                                   |
|       | ?           | Вратари                    | Борис Запрягаев | Судьи: А.Зябликов (Ленинград) И.Попов (Ленинград) |
|       | Голы:       |                            |                 | Судьи: А.Зябликов (Ленинград) И.Попов (Ленинград) |
|       | 0:1 0:2 0:3 | В.Егоров П.Котов И.Горшков |                 | Судьи: А.Зябликов (Ленинград) И.Попов (Ленинград) |
|       |             |                            |                 | Судьи: А.Зябликов (Ленинград) И.Попов (Ленинград) |
|       |             |                            |                 | Судьи: А.Зябликов (Ленинград) И.Попов (Ленинград) |
|       |             |                            |                 | Судьи: А.Зябликов (Ленинград) И.Попов (Ленинград) |
|       |             |                            |                 | Судьи: А.Зябликов (Ленинград) И.Попов (Ленинград) |
|       |             |                            |                 |                                                   |

| 16.12.1948 | «Спартак» Москва | 6:0 (2:0, 2:0, 2:0) | «Динамо» Таллин | Стадион «Динамо», Москва |

| Отчёт                                                                      | Отчёт         | Отчёт   | Отчёт     | Отчёт                                         |
| -------------------------------------------------------------------------- | ------------- | ------- | --------- | --------------------------------------------- |
|                                                                            |               |         |           |                                               |
|                                                                            | ?             | Вратари | Карл Лиив | Судьи: Э.Волгаст (Рига) Н.Канунников (Москва) |
|                                                                            | Голы:         |         |           | Судьи: Э.Волгаст (Рига) Н.Канунников (Москва) |
| З.Ганусаускас 1' В.Захаров (2), Николай Нилов, Б.Соколов З.Ганусаускас 60' | 1:0 2-5:0 6:0 |         |           | Судьи: Э.Волгаст (Рига) Н.Канунников (Москва) |
|                                                                            |               |         |           | Судьи: Э.Волгаст (Рига) Н.Канунников (Москва) |
|                                                                            |               |         |           | Судьи: Э.Волгаст (Рига) Н.Канунников (Москва) |
|                                                                            |               |         |           | Судьи: Э.Волгаст (Рига) Н.Канунников (Москва) |
|                                                                            |               |         |           | Судьи: Э.Волгаст (Рига) Н.Канунников (Москва) |
|                                                                            |               |         |           |                                               |

| 17.12.1948 | ЦДКА Москва | 2:1 (2:0, 0:0, 0:1) | ВВС МВО Москва | Стадион «Динамо», Москва |

| Отчёт                        | Отчёт             | Отчёт            | Отчёт | Отчёт                                       |
| ---------------------------- | ----------------- | ---------------- | ----- | ------------------------------------------- |
|                              |                   |                  |       |                                             |
|                              | Григорий Мкртычан | Вратари          | ?     | Судьи: С.Савин (Москва) В.Моргунов (Москва) |
|                              | Голы:             |                  |       | Судьи: С.Савин (Москва) В.Моргунов (Москва) |
| Е.Бабич (штр. бр.) А.Тарасов | 1:0 2:0 2:1       | И.Новиков (бол.) |       | Судьи: С.Савин (Москва) В.Моргунов (Москва) |
|                              | Буллиты:          |                  |       | Судьи: С.Савин (Москва) В.Моргунов (Москва) |
| Е.Бабич                      |                   |                  |       | Судьи: С.Савин (Москва) В.Моргунов (Москва) |
|                              |                   |                  |       | Судьи: С.Савин (Москва) В.Моргунов (Москва) |
|                              |                   |                  |       | Судьи: С.Савин (Москва) В.Моргунов (Москва) |
|                              |                   |                  |       |                                             |

| 18.12.1948 | «Дзержинец» Челябинск | 3:2 (2:0, 0:2, 1:0) | «Динамо» Рига | Стадион «Дзержинец», Челябинск |

| Отчёт                | Отчёт               | Отчёт                | Отчёт                            | Отчёт                                          |
| -------------------- | ------------------- | -------------------- | -------------------------------- | ---------------------------------------------- |
|                      |                     |                      |                                  |                                                |
|                      | ?                   | Вратари              | Харий Меллупс (Аугуст Петерсонс) | Судьи: А.Балашов (Москва) В.Маслов (Челябинск) |
|                      | Голы:               |                      |                                  | Судьи: А.Балашов (Москва) В.Маслов (Челябинск) |
| В.Шувалов Л.Степанов | 1:0 2:0 2:1 2:2 3:2 | Р.Шульманис Э.Баурис |                                  | Судьи: А.Балашов (Москва) В.Маслов (Челябинск) |
|                      |                     |                      |                                  | Судьи: А.Балашов (Москва) В.Маслов (Челябинск) |
|                      |                     |                      |                                  | Судьи: А.Балашов (Москва) В.Маслов (Челябинск) |
|                      |                     |                      |                                  | Судьи: А.Балашов (Москва) В.Маслов (Челябинск) |
| 0 мин                | Штраф               | 0 мин                |                                  | Судьи: А.Балашов (Москва) В.Маслов (Челябинск) |
|                      |                     |                      |                                  |                                                |
|                      |                     |                      |                                  |                                                |

| 19.12.1948 14:00 | ВВС МВО Москва | 4:2 (1:0, 2:2, 1:0) | «Крылья Советов» Москва | Стадион «Динамо», Москва |

| Отчёт                                       | Отчёт                  | Отчёт            | Отчёт | Отчёт                                       |
| ------------------------------------------- | ---------------------- | ---------------- | ----- | ------------------------------------------- |
|                                             |                        |                  |       |                                             |
|                                             | Николай Исаев          | Вратари          | ?     | Судьи: М.Белянин (Москва) В.Щербов (Москва) |
|                                             | Голы:                  |                  |       | Судьи: М.Белянин (Москва) В.Щербов (Москва) |
| Ю.Тарасов (бол.) И.Новиков (бол.) А.Моисеев | 1:0 1:1 1:2 :2 3:2 4:2 | П.Котов В.Егоров |       | Судьи: М.Белянин (Москва) В.Щербов (Москва) |
|                                             |                        |                  |       | Судьи: М.Белянин (Москва) В.Щербов (Москва) |
|                                             |                        |                  |       | Судьи: М.Белянин (Москва) В.Щербов (Москва) |
|                                             |                        |                  |       | Судьи: М.Белянин (Москва) В.Щербов (Москва) |
|                                             |                        |                  |       | Судьи: М.Белянин (Москва) В.Щербов (Москва) |
|                                             |                        |                  |       |                                             |

| 19.12.1948 14:30 | «Дзержинец» Ленинград | 2:12 (0:6, 1:2, 1:4) | «Динамо» Москва | Стадион «Динамо», Ленинград |

| Отчёт | Отчёт | Отчёт                                                                                 | Отчёт | Отчёт                                              |
| ----- | ----- | ------------------------------------------------------------------------------------- | ----- | -------------------------------------------------- |
|       |       |                                                                                       |       |                                                    |
|       |       |                                                                                       |       | Судьи: П.Батырев (Ленинград) В.Фридман (Ленинград) |
|       |       |                                                                                       |       |                                                    |
| ?     |       | В.Трофимов (3), А.Уваров (3), Н.Медведев (2), В.Климович (2), Н.Поставнин, О.Толмачёв |       |                                                    |
|       |       |                                                                                       |       |                                                    |
|       |       |                                                                                       |       |                                                    |
|       |       |                                                                                       |       |                                                    |
|       |       |                                                                                       |       |                                                    |
|       |       |                                                                                       |       |                                                    |

| 21.12.1948 | ЦДКА Москва | 3:1 (2:0, 0:0, 1:1) | «Динамо» Ленинград | Стадион «Динамо», Москва |

| Отчёт                           | Отчёт           | Отчёт           | Отчёт | Отчёт                                            |
| ------------------------------- | --------------- | --------------- | ----- | ------------------------------------------------ |
|                                 |                 |                 |       |                                                  |
|                                 |                 |                 |       | Судьи: П.Савостьянов (Москва) И.Широков (Москва) |
|                                 | Голы:           |                 |       |                                                  |
| Е.Бабич 10' А.Тарасов (Е.Бабич) | 1:0 2:0 3:0 3:1 | Василий Фёдоров |       |                                                  |
|                                 |                 |                 |       |                                                  |
|                                 |                 |                 |       |                                                  |
|                                 |                 |                 |       |                                                  |
|                                 |                 |                 |       |                                                  |
|                                 |                 |                 |       |                                                  |

| 21.12.1948 | «Дзержинец» Челябинск | 1:1 (1:1, 0:0, 0:0) | «Динамо» Таллин | Стадион «Дзержинец», Челябинск |

| Отчёт     | Отчёт  | Отчёт            | Отчёт     | Отчёт                                        |
| --------- | ------ | ---------------- | --------- | -------------------------------------------- |
|           |        |                  |           |                                              |
|           | ?      | Вратари          | Карл Лиив | Судьи: С.Ильин (Москва) В.Комлев (Челябинск) |
|           | Голы:  |                  |           | Судьи: С.Ильин (Москва) В.Комлев (Челябинск) |
| В.Шувалов | 0:1 :1 | Л.Ряммаль (бол.) |           | Судьи: С.Ильин (Москва) В.Комлев (Челябинск) |
|           |        |                  |           | Судьи: С.Ильин (Москва) В.Комлев (Челябинск) |
|           |        |                  |           | Судьи: С.Ильин (Москва) В.Комлев (Челябинск) |
|           |        |                  |           | Судьи: С.Ильин (Москва) В.Комлев (Челябинск) |
|           |        |                  |           | Судьи: С.Ильин (Москва) В.Комлев (Челябинск) |
|           |        |                  |           |                                              |

| 22.12.1948 20:00 | ВВС МВО Москва | 3:1 (2:0, 1:0, 0:1) | «Спартак» Москва | Стадион «Динамо», Москва |

| Отчёт                                                       | Отчёт           | Отчёт                | Отчёт          | Отчёт                                         |
| ----------------------------------------------------------- | --------------- | -------------------- | -------------- | --------------------------------------------- |
|                                                             |                 |                      |                |                                               |
|                                                             | Николай Исаев   | Вратари              | Дмитрий Петров | Судьи: В.Архипов (Москва) В.Моргунов (Москва) |
|                                                             | Голы:           |                      |                | Судьи: В.Архипов (Москва) В.Моргунов (Москва) |
| З.Зикмунд (И.Новиков) 9' А.Виноградов (З.Зикмунд) И.Новиков | 1:0 2:0 3:0 3:1 | В.Захаров (штр. бр.) |                | Судьи: В.Архипов (Москва) В.Моргунов (Москва) |
|                                                             |                 |                      |                | Судьи: В.Архипов (Москва) В.Моргунов (Москва) |
|                                                             |                 |                      |                | Судьи: В.Архипов (Москва) В.Моргунов (Москва) |
|                                                             |                 |                      |                | Судьи: В.Архипов (Москва) В.Моргунов (Москва) |
|                                                             |                 |                      |                | Судьи: В.Архипов (Москва) В.Моргунов (Москва) |
|                                                             |                 |                      |                |                                               |

| 25.12.1948 | «Спартак» Москва | 2:3 (1:0, 1:1, 0:2) | «Динамо» Рига | Стадион «Динамо», Москва |

| Отчёт                                     | Отчёт               | Отчёт                                                     | Отчёт         | Отчёт                                           |
| ----------------------------------------- | ------------------- | --------------------------------------------------------- | ------------- | ----------------------------------------------- |
|                                           |                     |                                                           |               |                                                 |
|                                           | Дмитрий Петров      | Вратари                                                   | Харий Меллупс | Судьи: И.Широков (Москва) В.Фридман (Ленинград) |
|                                           | Голы:               |                                                           |               | Судьи: И.Широков (Москва) В.Фридман (Ленинград) |
| В.Новожилов (Анатолий Сеглин) 17' Н.Нилов | 1:0 1:1 2:1 2:2 2:3 | В.Шульманис Р.Шульманис 57' В.Шульманис (Э.Баурис) (бол.) |               | Судьи: И.Широков (Москва) В.Фридман (Ленинград) |
|                                           |                     |                                                           |               | Судьи: И.Широков (Москва) В.Фридман (Ленинград) |
|                                           |                     |                                                           |               | Судьи: И.Широков (Москва) В.Фридман (Ленинград) |
|                                           |                     |                                                           |               | Судьи: И.Широков (Москва) В.Фридман (Ленинград) |
|                                           |                     |                                                           |               | Судьи: И.Широков (Москва) В.Фридман (Ленинград) |
|                                           |                     |                                                           |               |                                                 |

| 26.12.1948 13:30 | «Дзержинец» Ленинград | 3:3 (1:1, 2:2, 0:0) | «Динамо» Ленинград | Стадион Кировского завода, Ленинград |

| Отчёт                           | Отчёт                   | Отчёт                            | Отчёт         | Отчёт                                          |
| ------------------------------- | ----------------------- | -------------------------------- | ------------- | ---------------------------------------------- |
|                                 |                         |                                  |               |                                                |
|                                 | Николай Финк            | Вратари                          | Павел Забелин | Судьи: В.Сямин (Ленинград) П.Попов (Ленинград) |
|                                 | Голы:                   |                                  |               | Судьи: В.Сямин (Ленинград) П.Попов (Ленинград) |
| А.Соколов А. Сорокин А. Сорокин | 1:0 1:1 1:2 1:3 2:3 3:3 | А.Викторов Е.Стариков А.Викторов |               | Судьи: В.Сямин (Ленинград) П.Попов (Ленинград) |
|                                 |                         |                                  |               | Судьи: В.Сямин (Ленинград) П.Попов (Ленинград) |
|                                 |                         |                                  |               | Судьи: В.Сямин (Ленинград) П.Попов (Ленинград) |
|                                 |                         |                                  |               | Судьи: В.Сямин (Ленинград) П.Попов (Ленинград) |
|                                 |                         |                                  |               | Судьи: В.Сямин (Ленинград) П.Попов (Ленинград) |
|                                 |                         |                                  |               |                                                |

| 26.12.1948 14:00 | ВВС МВО Москва | 3:2 (2:1, 1:1, 0:0) | «Динамо» Москва | Стадион «Динамо», Москва Зрителей: 10 000 |

| Отчёт     | Отчёт               | Отчёт                                            | Отчёт              | Отчёт                                      |
| --------- | ------------------- | ------------------------------------------------ | ------------------ | ------------------------------------------ |
|           |                     |                                                  |                    |                                            |
|           | ?                   | Вратари                                          | Виктор Ставровский | Судьи: С.Савин (Москва) М.Белянин (Москва) |
|           | Голы:               |                                                  |                    | Судьи: С.Савин (Москва) М.Белянин (Москва) |
| И.Новиков | 1:0 1:1 2:1 2:2 3:2 | А.Уваров (В.Трофимов) 24' В.Трофимов (Б.Петелин) |                    | Судьи: С.Савин (Москва) М.Белянин (Москва) |
|           |                     |                                                  |                    | Судьи: С.Савин (Москва) М.Белянин (Москва) |
|           |                     |                                                  |                    | Судьи: С.Савин (Москва) М.Белянин (Москва) |
|           |                     |                                                  |                    | Судьи: С.Савин (Москва) М.Белянин (Москва) |
|           |                     |                                                  |                    | Судьи: С.Савин (Москва) М.Белянин (Москва) |
|           |                     |                                                  |                    |                                            |

| 27.12.1948 | ЦДКА Москва | 7:1 (2:0, 2:1, 3:0) | «Динамо» Таллин | Стадион «Динамо», Москва |

| Отчёт                                                     | Отчёт                           | Отчёт     | Отчёт | Отчёт                                          |
| --------------------------------------------------------- | ------------------------------- | --------- | ----- | ---------------------------------------------- |
|                                                           |                                 |           |       |                                                |
|                                                           |                                 |           |       | Судьи: П.Батырев (Ленинград) Н.Павлов (Москва) |
|                                                           | Голы:                           |           |       |                                                |
| В.Бобров М.Орехов Е.Бабич А.Тарасов В.Меньшиков А.Тарасов | 1:0 2:0 3:0 3:1 4:1 5:1 6:1 7:1 | Л.Ряммаль |       |                                                |
|                                                           |                                 |           |       |                                                |
|                                                           |                                 |           |       |                                                |
|                                                           |                                 |           |       |                                                |
|                                                           |                                 |           |       |                                                |
|                                                           |                                 |           |       |                                                |

| 28.12.1948 | «Крылья Советов» Москва | 4:2 (2:0, 1:1, 1:1) | «Динамо» Рига | Стадион «Динамо», Москва |

| Отчёт             | Отчёт                   | Отчёт                | Отчёт         | Отчёт |
| ----------------- | ----------------------- | -------------------- | ------------- | ----- |
|                   |                         |                      |               |       |
|                   | Борис Запрягаев         | Вратари              | Харий Меллупс |       |
|                   | Голы:                   |                      |               |       |
| П.Котов А.Гурышев | 1:0 2:0 3:0 3:1 4:1 4:2 | Э.Баурис Р.Шульманис |               |       |
|                   |                         |                      |               |       |
|                   |                         |                      |               |       |
|                   |                         |                      |               |       |
|                   |                         |                      |               |       |
|                   |                         |                      |               |       |

| 29.12.1948 | «Динамо» Москва | 3:2 (1:1, 0:0, 2:1) | «Дзержинец» Челябинск | Стадион «Динамо», Москва |

| Отчёт                               | Отчёт               | Отчёт                    | Отчёт           | Отчёт |
| ----------------------------------- | ------------------- | ------------------------ | --------------- | ----- |
|                                     |                     |                          |                 |       |
|                                     | Михаил Степанов     | Вратари                  | Борис Ребянский |       |
|                                     | Голы:               |                          |                 |       |
| Б.Петелин 19' В.Трофимов О.Толмачёв | 1:0 1:1 2:1 3:1 3:2 | 19' Л.Степанов Г.Женишек |                 |       |
|                                     |                     |                          |                 |       |
|                                     |                     |                          |                 |       |
|                                     |                     |                          |                 |       |
|                                     |                     |                          |                 |       |
|                                     |                     |                          |                 |       |

| 29.12.1948 | «Динамо» Ленинград | 6:4 (1:1, 3:2, 2:1) | «Спартак» Москва | Ленинград |

| Отчёт | Отчёт | Отчёт | Отчёт | Отчёт |
| ----- | ----- | ----- | ----- | ----- |
|       |       |       |       |       |
|       |       |       |       |       |
|       |       |       |       |       |
|       |       |       |       |       |
|       |       |       |       |       |
|       |       |       |       |       |
|       |       |       |       |       |
|       |       |       |       |       |
|       |       |       |       |       |

| 31.12.1948 20:00 | «Крылья Советов» Москва | 5:1 (2:0, 2:0, 1:1) | «Динамо» Таллин | Стадион «Динамо», Москва |

| Отчёт | Отчёт | Отчёт | Отчёт | Отчёт |
| ----- | ----- | ----- | ----- | ----- |
|       |       |       |       |       |
|       |       |       |       |       |
|       |       |       |       |       |
|       |       |       |       |       |
|       |       |       |       |       |
|       |       |       |       |       |
|       |       |       |       |       |
|       |       |       |       |       |
|       |       |       |       |       |

| 01.01.1949 | «Дзержинец» Ленинград | 2:4 (2:1, 0:3, 0:0) | «Дзержинец» Челябинск | Стадион Кировского завода, Ленинград |

| Отчёт               | Отчёт                   | Отчёт                                                    | Отчёт | Отчёт                                          |
| ------------------- | ----------------------- | -------------------------------------------------------- | ----- | ---------------------------------------------- |
|                     |                         |                                                          |       |                                                |
|                     | Николай Финк            | Вратари                                                  |       | Судьи: C.Савин (Москва) А.Зябликов (Ленинград) |
|                     | Голы:                   |                                                          |       | Судьи: C.Савин (Москва) А.Зябликов (Ленинград) |
| А.Соколов А.Сорокин | 1:0 2:0 2:1 2:2 2:3 2:4 | 20' В.Шувалов 32'Г.Шавыкин (автогол) Г.Женишек Н.Эпштейн |       | Судьи: C.Савин (Москва) А.Зябликов (Ленинград) |
|                     |                         |                                                          |       | Судьи: C.Савин (Москва) А.Зябликов (Ленинград) |
|                     |                         |                                                          |       | Судьи: C.Савин (Москва) А.Зябликов (Ленинград) |
|                     |                         |                                                          |       | Судьи: C.Савин (Москва) А.Зябликов (Ленинград) |
|                     |                         |                                                          |       | Судьи: C.Савин (Москва) А.Зябликов (Ленинград) |
|                     |                         |                                                          |       |                                                |

| 02.01.1949 12:00 | «Крылья Советов» Москва | 3:4 (1:3, 2:0, 0:1) | «Спартак» Москва | Стадион «Динамо», Москва |

| Отчёт                     | Отчёт                  | Отчёт                              | Отчёт | Отчёт                                       |
| ------------------------- | ---------------------- | ---------------------------------- | ----- | ------------------------------------------- |
|                           |                        |                                    |       |                                             |
|                           |                        |                                    |       | Судьи: М.Дмитриев (Москва) С.Ильин (Москва) |
|                           | Голы:                  |                                    |       |                                             |
| Н.Котов А.Гурышев С.Митин | 1-й период 2:3 3:3 3:4 | В.Новожилов, И.Нетто (2) В.Захаров |       |                                             |
|                           |                        |                                    |       |                                             |
|                           |                        |                                    |       |                                             |
|                           |                        |                                    |       |                                             |
|                           |                        |                                    |       |                                             |
|                           |                        |                                    |       |                                             |

| 2.01.1949 14:00 | ЦДКА Москва | 2:1 (1:0, 0:1, 1:0) | «Динамо» Рига | Стадион «Динамо», Москва |

| Отчёт                                                   | Отчёт             | Отчёт               | Отчёт         | Отчёт                                            |
| ------------------------------------------------------- | ----------------- | ------------------- | ------------- | ------------------------------------------------ |
|                                                         |                   |                     |               |                                                  |
|                                                         | Григорий Мкртычан | Вратари             | Харий Меллупс | Судьи: И.Широков (Москва) А.Зябликов (Ленинград) |
|                                                         | Голы:             |                     |               | Судьи: И.Широков (Москва) А.Зябликов (Ленинград) |
| Е.Бабич (В.Меньшиков) (мен.) 20' В.Бобров (Е.Бабич) 50' | 1:0 1:1 2:1       | 32' А.Браунс (бол.) |               | Судьи: И.Широков (Москва) А.Зябликов (Ленинград) |
|                                                         |                   |                     |               | Судьи: И.Широков (Москва) А.Зябликов (Ленинград) |
|                                                         |                   |                     |               | Судьи: И.Широков (Москва) А.Зябликов (Ленинград) |
|                                                         |                   |                     |               | Судьи: И.Широков (Москва) А.Зябликов (Ленинград) |
|                                                         |                   |                     |               | Судьи: И.Широков (Москва) А.Зябликов (Ленинград) |
|                                                         |                   |                     |               |                                                  |

| 3.01.1949 | ВВС МВО Москва | 6:1 (1:0, 4:0, 1:1) | «Динамо» Таллин | Стадион «Динамо», Москва |

| Отчёт                                                             | Отчёт                       | Отчёт   | Отчёт     | Отчёт                                         |
| ----------------------------------------------------------------- | --------------------------- | ------- | --------- | --------------------------------------------- |
|                                                                   |                             |         |           |                                               |
|                                                                   | ?                           | Вратари | Карл Лиив | Судьи: М.Дмитриев (Москва) В.Архипов (Москва) |
|                                                                   | Голы:                       |         |           | Судьи: М.Дмитриев (Москва) В.Архипов (Москва) |
| З.Зикмунд (Ю.Тарасов) З.Зикмунд 21' И.Новиков Е.Воронин З.Зикмунд | 1:0 2:0 3:0 4:0 5:0 6:0 6:1 | А.Пяллу |           | Судьи: М.Дмитриев (Москва) В.Архипов (Москва) |
|                                                                   |                             |         |           | Судьи: М.Дмитриев (Москва) В.Архипов (Москва) |
|                                                                   |                             |         |           | Судьи: М.Дмитриев (Москва) В.Архипов (Москва) |
|                                                                   |                             |         |           | Судьи: М.Дмитриев (Москва) В.Архипов (Москва) |
|                                                                   |                             |         |           | Судьи: М.Дмитриев (Москва) В.Архипов (Москва) |
|                                                                   |                             |         |           |                                               |

| 4.01.1949 | «Динамо» Ленинград | 1:1 (1:1, 0:0, 0:0) | «Дзержинец» Челябинск | Стадион «Динамо», Ленинград |

| Отчёт     | Отчёт         | Отчёт      | Отчёт | Отчёт                                             |
| --------- | ------------- | ---------- | ----- | ------------------------------------------------- |
|           |               |            |       |                                                   |
|           | Павел Забелин | Вратари    | ?     | Судьи: В.Моргунов (Москва) И.Куренков (Ленинград) |
|           | Голы:         |            |       | Судьи: В.Моргунов (Москва) И.Куренков (Ленинград) |
| В.Фёдоров | 0:1 :1        | Л.Степанов |       | Судьи: В.Моргунов (Москва) И.Куренков (Ленинград) |
|           |               |            |       | Судьи: В.Моргунов (Москва) И.Куренков (Ленинград) |
|           |               |            |       | Судьи: В.Моргунов (Москва) И.Куренков (Ленинград) |
|           |               |            |       | Судьи: В.Моргунов (Москва) И.Куренков (Ленинград) |
|           |               |            |       | Судьи: В.Моргунов (Москва) И.Куренков (Ленинград) |
|           |               |            |       |                                                   |

| 06.01.1949 | «Динамо» Москва | 2:2 (0:0, 1:0, 1:2) | ЦДКА Москва | Стадион «Динамо», Москва Зрителей: 20 000 |

| Отчёт                                        | Отчёт           | Отчёт                        | Отчёт             | Отчёт                                      |
| -------------------------------------------- | --------------- | ---------------------------- | ----------------- | ------------------------------------------ |
|                                              |                 |                              |                   |                                            |
|                                              | Михаил Степанов | Вратари                      | Григорий Мкртычан | Судьи: C.Савин (Москва) М.Белянин (Москва) |
|                                              | Голы:           |                              |                   | Судьи: C.Савин (Москва) М.Белянин (Москва) |
| В.Трофимов (Б.Петелин) 26' В.Трофимов (бол.) | 1:0 1:1 1:2 :2  | В.Бобров (М.Орехов) В.Бобров |                   | Судьи: C.Савин (Москва) М.Белянин (Москва) |
|                                              |                 |                              |                   | Судьи: C.Савин (Москва) М.Белянин (Москва) |
|                                              |                 |                              |                   | Судьи: C.Савин (Москва) М.Белянин (Москва) |
|                                              |                 |                              |                   | Судьи: C.Савин (Москва) М.Белянин (Москва) |
|                                              |                 |                              |                   | Судьи: C.Савин (Москва) М.Белянин (Москва) |
|                                              |                 |                              |                   |                                            |

| 09.01.1949 | «Дзержинец» Челябинск | 1:5 (0:2, 0:1, 1:2) | «Крылья Советов» Москва | Стадион «Дзержинец», Челябинск |

| Отчёт     | Отчёт                   | Отчёт                                                     | Отчёт           | Отчёт                                          |
| --------- | ----------------------- | --------------------------------------------------------- | --------------- | ---------------------------------------------- |
|           |                         |                                                           |                 |                                                |
|           | Борис Ребянский         | Вратари                                                   | Борис Запрягаев | Судьи: И.Широков (Москва) В.Маслов (Челябинск) |
|           | Голы:                   |                                                           |                 | Судьи: И.Широков (Москва) В.Маслов (Челябинск) |
| В.Шувалов | 0:1 0:2 0:3 0:4 1:4 1:5 | А.Гурышев С.Митин А.Гурышев (П.Котов) А.Гурышев (С.Митин) |                 | Судьи: И.Широков (Москва) В.Маслов (Челябинск) |
|           |                         |                                                           |                 | Судьи: И.Широков (Москва) В.Маслов (Челябинск) |
|           |                         |                                                           |                 | Судьи: И.Широков (Москва) В.Маслов (Челябинск) |
|           |                         |                                                           |                 | Судьи: И.Широков (Москва) В.Маслов (Челябинск) |
|           |                         |                                                           |                 | Судьи: И.Широков (Москва) В.Маслов (Челябинск) |
|           |                         |                                                           |                 |                                                |

| 09.01.1949 | «Динамо» Ленинград | 5:6 (0:0, 4:0, 1:6) | «Динамо» Таллин | Стадион «Динамо», Ленинград |

| Отчёт                                          | Отчёт                             | Отчёт                                                   | Отчёт     | Отчёт                                               |
| ---------------------------------------------- | --------------------------------- | ------------------------------------------------------- | --------- | --------------------------------------------------- |
|                                                |                                   |                                                         |           |                                                     |
|                                                | Павел Забелин                     | Вратари                                                 | Карл Лиив | Судьи: В.Фридман (Ленинград) В.Понугаев (Ленинград) |
|                                                | Голы:                             |                                                         |           | Судьи: В.Фридман (Ленинград) В.Понугаев (Ленинград) |
| А.Викторов (2), В.Фёдоров, П.Иванов Е.Стариков | 1-4:0 4:1 4:2 5:2 5:3 5:4 5:5 5:6 | Х.Арен Л.Ряммаль Ю.Раудсепп Л.Ряммаль А.Пяллу Л.Ряммаль |           | Судьи: В.Фридман (Ленинград) В.Понугаев (Ленинград) |
|                                                |                                   |                                                         |           | Судьи: В.Фридман (Ленинград) В.Понугаев (Ленинград) |
|                                                |                                   |                                                         |           | Судьи: В.Фридман (Ленинград) В.Понугаев (Ленинград) |
|                                                |                                   |                                                         |           | Судьи: В.Фридман (Ленинград) В.Понугаев (Ленинград) |
|                                                |                                   |                                                         |           | Судьи: В.Фридман (Ленинград) В.Понугаев (Ленинград) |
|                                                |                                   |                                                         |           |                                                     |

| 09.01.1949 14:00 | «Спартак» Москва | 4:5 (1:0, 2:0, 1:5) | ЦДКА Москва | Стадион «Динамо», Москва |

| Отчёт                                                         | Отчёт                              | Отчёт                                                    | Отчёт           | Отчёт                                          |
| ------------------------------------------------------------- | ---------------------------------- | -------------------------------------------------------- | --------------- | ---------------------------------------------- |
|                                                               |                                    |                                                          |                 |                                                |
|                                                               | Дмитрий Петров                     | Вратари                                                  | Борис Афанасьев | Судьи: М.Дмитриев (Москва) В.Моргунов (Москва) |
|                                                               | Голы:                              |                                                          |                 | Судьи: М.Дмитриев (Москва) В.Моргунов (Москва) |
| А.Сеглин 17' И.Нетто (Б.Соколов) И.Нетто Б.Соколов (А.Сеглин) | 1:0 2:0 3:0 3:1 3:2 3:3 3:4 :4 4:5 | В.Бобров В.Никаноров (В.Бобров) (бол.) М.Орехов В.Бобров |                 | Судьи: М.Дмитриев (Москва) В.Моргунов (Москва) |
|                                                               |                                    |                                                          |                 | Судьи: М.Дмитриев (Москва) В.Моргунов (Москва) |
|                                                               |                                    |                                                          |                 | Судьи: М.Дмитриев (Москва) В.Моргунов (Москва) |
|                                                               |                                    |                                                          |                 | Судьи: М.Дмитриев (Москва) В.Моргунов (Москва) |
|                                                               |                                    |                                                          |                 | Судьи: М.Дмитриев (Москва) В.Моргунов (Москва) |
|                                                               |                                    |                                                          |                 |                                                |

| 10.01.1949 12:00 | ВВС МВО Москва | 7:0 (1:0, 3:0, 3:0) | «Дзержинец» Ленинград | Стадион «Динамо», Москва |

| Отчёт | Отчёт | Отчёт | Отчёт | Отчёт                                   |
| ----- | ----- | ----- | ----- | --------------------------------------- |
|       |       |       |       |                                         |
|       |       |       |       | Судьи: В.Блумс (Рига) В.Щербов (Москва) |
|       |       |       |       |                                         |
|       |       |       |       |                                         |
|       |       |       |       |                                         |
|       |       |       |       |                                         |
|       |       |       |       |                                         |
|       |       |       |       |                                         |
|       |       |       |       |                                         |

| 10.01.1949 | «Динамо» Рига | 1:4 (0:1, 0:2, 1:1) | «Динамо» Москва | Стадион «Динамо», Рига |

| Отчёт           | Отчёт               | Отчёт                                                                  | Отчёт           | Отчёт |
| --------------- | ------------------- | ---------------------------------------------------------------------- | --------------- | ----- |
|                 |                     |                                                                        |                 |       |
|                 | Харий Меллупс       | Вратари                                                                | Михаил Степанов |       |
|                 | Голы:               |                                                                        |                 |       |
| Р.Шульманис 54' | 0:1 0:2 0:3 0:4 1:4 | 18' В.Климович (Н.Медведев) 37' В.Климович 37' Б.Петелин 44' В.Комаров |                 |       |
|                 |                     |                                                                        |                 |       |
|                 |                     |                                                                        |                 |       |
|                 |                     |                                                                        |                 |       |
|                 |                     |                                                                        |                 |       |
|                 |                     |                                                                        |                 |       |

| 12.01.1949 18:00 | «Спартак» Москва | 7:1 (1:0, 1:1, 5:0) | «Дзержинец» Ленинград | Стадион «Динамо», Москва |

| Отчёт                                                          | Отчёт                           | Отчёт     | Отчёт | Отчёт |
| -------------------------------------------------------------- | ------------------------------- | --------- | ----- | ----- |
|                                                                |                                 |           |       |       |
|                                                                |                                 |           |       |       |
|                                                                | Голы:                           |           |       |       |
| Б.Соколов Н.Нилов 41' В.Захаров 41' И.Нетто Б.Соколов А.Сеглин | 1:0 2:0 2:1 3:1 4:1 5:1 6:1 7:1 | В.Ковалёв |       |       |
|                                                                |                                 |           |       |       |
|                                                                |                                 |           |       |       |
|                                                                |                                 |           |       |       |
|                                                                |                                 |           |       |       |
|                                                                |                                 |           |       |       |

| 12.01.1949 | «Динамо» Рига | 5:3 (0:0, 4:1, 1:2) | «Динамо» Ленинград | Стадион «Динамо», Рига |

| Отчёт                                                          | Отчёт                           | Отчёт                       | Отчёт | Отчёт                                      |
| -------------------------------------------------------------- | ------------------------------- | --------------------------- | ----- | ------------------------------------------ |
|                                                                |                                 |                             |       |                                            |
|                                                                | Харий Меллупс                   | Вратари                     |       | Судьи: В.Архипов (Москва) А.Берзайс (Рига) |
|                                                                | Голы:                           |                             |       | Судьи: В.Архипов (Москва) А.Берзайс (Рига) |
| В.Шульманис 21' В.Шульманис 43' Х.Витолиньш (бол.) Х.Витолиньш | 1:0 2:0 2:1 3:1 4:1 4:2 4:3 5:3 | 24' Вал.Фёдоров ? Д.Фёдоров |       | Судьи: В.Архипов (Москва) А.Берзайс (Рига) |
|                                                                |                                 |                             |       | Судьи: В.Архипов (Москва) А.Берзайс (Рига) |
|                                                                |                                 |                             |       | Судьи: В.Архипов (Москва) А.Берзайс (Рига) |
|                                                                |                                 |                             |       | Судьи: В.Архипов (Москва) А.Берзайс (Рига) |
|                                                                |                                 |                             |       | Судьи: В.Архипов (Москва) А.Берзайс (Рига) |
|                                                                |                                 |                             |       |                                            |

| 13.01.1949 20:00 | ЦДКА Москва | 4:2 (0:1, 3:1, 1:0) | «Крылья Советов» Москва | Стадион «Динамо», Москва |

| Отчёт                                                                         | Отчёт                   | Отчёт                 | Отчёт           | Отчёт                                    |
| ----------------------------------------------------------------------------- | ----------------------- | --------------------- | --------------- | ---------------------------------------- |
|                                                                               |                         |                       |                 |                                          |
|                                                                               | ?                       | Вратари               | Борис Запрягаев | Судьи: С.Савин (Москва) С.Ильин (Москва) |
|                                                                               | Голы:                   |                       |                 | Судьи: С.Савин (Москва) С.Ильин (Москва) |
| В.Бобров (Е.Бабич) (бол.) В.Бобров А.Тарасов (И.Курбатов) А.Тарасов (Е.Бабич) | 0:1 0:2 1:2 2:2 3:2 4:2 | А.Гурышев 21' П.Котов |                 | Судьи: С.Савин (Москва) С.Ильин (Москва) |
|                                                                               |                         |                       |                 | Судьи: С.Савин (Москва) С.Ильин (Москва) |
|                                                                               |                         |                       |                 | Судьи: С.Савин (Москва) С.Ильин (Москва) |
|                                                                               |                         |                       |                 | Судьи: С.Савин (Москва) С.Ильин (Москва) |
| 0 мин                                                                         | Штраф                   | ? мин                 |                 | Судьи: С.Савин (Москва) С.Ильин (Москва) |
|                                                                               |                         |                       |                 |                                          |
|                                                                               |                         |                       |                 |                                          |

| 14.01.1949 | «Дзержинец» Челябинск | 3:3 (0:0, 1:2, 2:1) | ВВС МВО Москва | Стадион «Дзержинец», Челябинск |

| Отчёт                | Отчёт                   | Отчёт | Отчёт | Отчёт                        |
| -------------------- | ----------------------- | ----- | ----- | ---------------------------- |
|                      |                         |       |       |                              |
|                      |                         |       |       | Судьи: В.Моргунов (Москва) ? |
|                      | Голы:                   |       |       |                              |
| В.Шувалов Л.Степанов | 0:1 0:2 1:2 2:2 3:2 3:3 | ? ?   |       |                              |
|                      |                         |       |       |                              |
|                      |                         |       |       |                              |
|                      |                         |       |       |                              |
|                      |                         |       |       |                              |
|                      |                         |       |       |                              |

| 16.01.1949 12:00 | «Динамо» Москва | 2:3 (0:1, 1:1, 1:1) | «Крылья Советов» Москва | Стадион «Динамо», Москва Зрителей: 20 000 |

| Отчёт                  | Отчёт              | Отчёт                                   | Отчёт           | Отчёт                                         |
| ---------------------- | ------------------ | --------------------------------------- | --------------- | --------------------------------------------- |
|                        |                    |                                         |                 |                                               |
|                        | Михаил Степанов    | Вратари                                 | Борис Запрягаев | Судьи: В.Архипов (Москва) М.Дмитриев (Москва) |
|                        | Голы:              |                                         |                 | Судьи: В.Архипов (Москва) М.Дмитриев (Москва) |
| Н.Поставнин В.Трофимов | 0:1 :1 1:2 1:3 2:3 | 16' С.Митин А.Гурышев (С.Митин) С.Митин |                 | Судьи: В.Архипов (Москва) М.Дмитриев (Москва) |
|                        |                    |                                         |                 | Судьи: В.Архипов (Москва) М.Дмитриев (Москва) |
|                        |                    |                                         |                 | Судьи: В.Архипов (Москва) М.Дмитриев (Москва) |
|                        |                    |                                         |                 | Судьи: В.Архипов (Москва) М.Дмитриев (Москва) |
|                        |                    |                                         |                 | Судьи: В.Архипов (Москва) М.Дмитриев (Москва) |
|                        |                    |                                         |                 |                                               |

| 16.01.1949 | «Динамо» Рига | 7:1 (2:1, 3:0, 2:0) | «Динамо» Таллин | Стадион «Динамо», Рига |

| Отчёт                                                                  | Отчёт                          | Отчёт     | Отчёт     | Отчёт                                          |
| ---------------------------------------------------------------------- | ------------------------------ | --------- | --------- | ---------------------------------------------- |
|                                                                        |                                |           |           |                                                |
|                                                                        | Харий Меллупс                  | Вратари   | Карл Лиив | Судьи: Н.Канунников (Москва) В.Синицкий (Рига) |
|                                                                        | Голы:                          |           |           | Судьи: Н.Канунников (Москва) В.Синицкий (Рига) |
| Л.Зилпаушс А.Браунс Э.Баурис Х.Витолиньш А.Браунс Э.Баурис Р.Шульманис | 0:1 :1 2:1 3:1 4:1 5:1 6:1 7:1 | Л.Ряммаль |           | Судьи: Н.Канунников (Москва) В.Синицкий (Рига) |
|                                                                        |                                |           |           | Судьи: Н.Канунников (Москва) В.Синицкий (Рига) |
|                                                                        |                                |           |           | Судьи: Н.Канунников (Москва) В.Синицкий (Рига) |
|                                                                        |                                |           |           | Судьи: Н.Канунников (Москва) В.Синицкий (Рига) |
|                                                                        |                                |           |           | Судьи: Н.Канунников (Москва) В.Синицкий (Рига) |
|                                                                        |                                |           |           |                                                |

| 16.01.1949 | «Дзержинец» Ленинград | 2:7 (1:3, 0:1, 1:3) | ЦДКА Москва | Стадион Кировского завода, Ленинград |

| Отчёт               | Отчёт                               | Отчёт                                                                  | Отчёт | Отчёт                                         |
| ------------------- | ----------------------------------- | ---------------------------------------------------------------------- | ----- | --------------------------------------------- |
|                     |                                     |                                                                        |       |                                               |
|                     | Николай Финк                        | Вратари                                                                | ?     | Судьи: А.Балашов (Москва) В.Сямин (Ленинград) |
|                     | Голы:                               |                                                                        |       | Судьи: А.Балашов (Москва) В.Сямин (Ленинград) |
| А.Сорокин А.Соколов | 0:1 0:2 1:2 1:3 1:4 1:5 2:5 2:6 2:7 | В.Бобров (А.Тарасов) Е.Бабич В.Бобров В.Меньшиков М.Орехов В.Никаноров |       | Судьи: А.Балашов (Москва) В.Сямин (Ленинград) |
|                     |                                     |                                                                        |       | Судьи: А.Балашов (Москва) В.Сямин (Ленинград) |
|                     |                                     |                                                                        |       | Судьи: А.Балашов (Москва) В.Сямин (Ленинград) |
|                     |                                     |                                                                        |       | Судьи: А.Балашов (Москва) В.Сямин (Ленинград) |
|                     |                                     |                                                                        |       | Судьи: А.Балашов (Москва) В.Сямин (Ленинград) |
|                     |                                     |                                                                        |       |                                               |

| 16.01.1949 | «Дзержинец» Челябинск | 1:5 (0:0, 0:4, 1:1) | «Спартак» Москва | Стадион «Дзержинец», Челябинск |

| Отчёт     | Отчёт                   | Отчёт                                                                           | Отчёт          | Отчёт                                           |
| --------- | ----------------------- | ------------------------------------------------------------------------------- | -------------- | ----------------------------------------------- |
|           |                         |                                                                                 |                |                                                 |
|           | ?                       | Вратари                                                                         | Дмитрий Петров | Судьи: В.Моргунов (Москва) В.Комлев (Челябинск) |
|           | Голы:                   |                                                                                 |                | Судьи: В.Моргунов (Москва) В.Комлев (Челябинск) |
| В.Шувалов | 0:1 0:2 0:3 0:4 1:4 1:5 | В.Захаров И.Нетто Н.Нилов (В.Захаров) Б.Соколов (В.Захаров) И.Нетто (В.Захаров) |                | Судьи: В.Моргунов (Москва) В.Комлев (Челябинск) |
|           |                         |                                                                                 |                | Судьи: В.Моргунов (Москва) В.Комлев (Челябинск) |
|           |                         |                                                                                 |                | Судьи: В.Моргунов (Москва) В.Комлев (Челябинск) |
|           |                         |                                                                                 |                | Судьи: В.Моргунов (Москва) В.Комлев (Челябинск) |
|           |                         |                                                                                 |                | Судьи: В.Моргунов (Москва) В.Комлев (Челябинск) |
|           |                         |                                                                                 |                |                                                 |

| 19.01.1949 | ВВС МВО Москва | 6:2 (2:1, 4:0, 0:1) | «Динамо» Ленинград | Стадион «Динамо», Москва |

| Отчёт | Отчёт | Отчёт | Отчёт | Отчёт |
| ----- | ----- | ----- | ----- | ----- |
|       |       |       |       |       |
|       |       |       |       |       |
|       |       |       |       |       |
|       |       |       |       |       |
|       |       |       |       |       |
|       |       |       |       |       |
|       |       |       |       |       |
|       |       |       |       |       |
|       |       |       |       |       |

| 21.01.1949 | «Динамо» Москва | 3:5 (0:2, 2:3, 1:0) | «Спартак» Москва | Стадион «Динамо», Москва |

| Отчёт                              | Отчёт                           | Отчёт                                                           | Отчёт | Отчёт |
| ---------------------------------- | ------------------------------- | --------------------------------------------------------------- | ----- | ----- |
|                                    |                                 |                                                                 |       |       |
|                                    | Михаил Степанов                 | Вратари                                                         | ?     |       |
|                                    | Голы:                           |                                                                 |       |       |
| А.Уваров 21' О.Толмачёв В.Трофимов | 0:1 0:2 1:2 1:3 1:4 1:5 2:5 3:5 | Б.Соколов (В.Захаров) В.Захаров 24' Б.Соколов В.Захаров Н.Нилов |       |       |
|                                    |                                 |                                                                 |       |       |
|                                    |                                 |                                                                 |       |       |
|                                    |                                 |                                                                 |       |       |
|                                    |                                 |                                                                 |       |       |
|                                    |                                 |                                                                 |       |       |

| 21.01.1949 | «Динамо» Ленинград | 3:4 (0:1, 1:2, 2:1) | «Крылья Советов» Москва | Стадион «Динамо», Ленинград |

| Отчёт                             | Отчёт                      | Отчёт                           | Отчёт | Отчёт |
| --------------------------------- | -------------------------- | ------------------------------- | ----- | ----- |
|                                   |                            |                                 |       |       |
|                                   |                            |                                 |       |       |
|                                   | Голы:                      |                                 |       |       |
| А.Викторов Вал.Фёдоров Е.Стариков | 0:1 :1 1:2 1:3 2:3 3:3 3:4 | А.Гурышев П.Котов 60' А.Гурышев |       |       |
|                                   |                            |                                 |       |       |
|                                   |                            |                                 |       |       |
|                                   |                            |                                 |       |       |
|                                   |                            |                                 |       |       |
|                                   |                            |                                 |       |       |

| 22.01.1949 | ЦДКА Москва | 4:0 (1:0, 1:0, 2:0) | «Дзержинец» Челябинск | Стадион «Динамо», Москва |

| Отчёт                                                          | Отчёт           | Отчёт | Отчёт | Отчёт                                       |
| -------------------------------------------------------------- | --------------- | ----- | ----- | ------------------------------------------- |
|                                                                |                 |       |       |                                             |
|                                                                |                 |       |       | Судьи: Э.Волгаст (Рига) В.Моргунов (Москва) |
|                                                                | Голы:           |       |       |                                             |
| Е.Бабич 15' А.Тарасов М.Орехов (И.Курбатов) В.Никаноров (мен.) | 1:0 2:0 3:0 4:0 |       |       |                                             |
|                                                                |                 |       |       |                                             |
|                                                                |                 |       |       |                                             |
|                                                                |                 |       |       |                                             |
|                                                                |                 |       |       |                                             |
|                                                                |                 |       |       |                                             |

| 23.01.1949 | «Динамо» Ленинград | 6:3 (0:2, 4:0, 2:1) | «Дзержинец» Ленинград | Стадион «Динамо», Ленинград |

| Отчёт                                                         | Отчёт                               | Отчёт                           | Отчёт        | Отчёт                                               |
| ------------------------------------------------------------- | ----------------------------------- | ------------------------------- | ------------ | --------------------------------------------------- |
|                                                               |                                     |                                 |              |                                                     |
|                                                               | ?                                   | Вратари                         | Николай Финк | Судьи: В.Фридман (Ленинград) И.Куренков (Ленинград) |
|                                                               | Голы:                               |                                 |              | Судьи: В.Фридман (Ленинград) И.Куренков (Ленинград) |
| А.Викторов 21' А.Викторов 22' В.Федоров А.Викторов А.Викторов | 0:1 0:2 1:2 2:2 3:2 4:2 5:2 6:2 6:3 | А.Сорокин А.Соколов Е.Запрягаев |              | Судьи: В.Фридман (Ленинград) И.Куренков (Ленинград) |
|                                                               |                                     |                                 |              | Судьи: В.Фридман (Ленинград) И.Куренков (Ленинград) |
|                                                               |                                     |                                 |              | Судьи: В.Фридман (Ленинград) И.Куренков (Ленинград) |
|                                                               |                                     |                                 |              | Судьи: В.Фридман (Ленинград) И.Куренков (Ленинград) |
|                                                               |                                     |                                 |              | Судьи: В.Фридман (Ленинград) И.Куренков (Ленинград) |
|                                                               |                                     |                                 |              |                                                     |

| 25.01.1949 | «Динамо» Таллин | 1:4 (1:1, 0:2, 0:1) | «Спартак» Москва | Стадион «Калев», Таллин |

| Отчёт   | Отчёт              | Отчёт                                                                        | Отчёт | Отчёт                                         |
| ------- | ------------------ | ---------------------------------------------------------------------------- | ----- | --------------------------------------------- |
|         |                    |                                                                              |       |                                               |
|         |                    |                                                                              |       | Судьи: А.Зябликов (Ленинград) О.Кони (Таллин) |
|         | Голы:              |                                                                              |       |                                               |
| У.Пыллу | 0:1 :1 1:2 1:3 1:4 | 4' И.Нетто (В.Захаров) 25' В.Захаров (З.Ганусаускас) 33' Н.Нилов 60' Н.Нилов |       |                                               |
|         |                    |                                                                              |       |                                               |
|         |                    |                                                                              |       |                                               |
|         |                    |                                                                              |       |                                               |
|         |                    |                                                                              |       |                                               |
|         |                    |                                                                              |       |                                               |

| 26.01.1949 | «Динамо» Рига | 4:3 (1:0, 1:1, 2:2) | «Дзержинец» Челябинск | Стадион «Динамо», Рига |

| Отчёт                                                   | Отчёт                            | Отчёт                                     | Отчёт           | Отчёт                                       |
| ------------------------------------------------------- | -------------------------------- | ----------------------------------------- | --------------- | ------------------------------------------- |
|                                                         |                                  |                                           |                 |                                             |
|                                                         | Харий Меллупс (Аугуст Петерсонс) | Вратари                                   | Борис Ребянский | Судьи: М.Дмитриев (Москва) А.Берзайс (Рига) |
|                                                         | Голы:                            |                                           |                 | Судьи: М.Дмитриев (Москва) А.Берзайс (Рига) |
| Х.Витолиньш (бол.) А.Браунс Х.Витолиньш 41' Р.Шульманис | 1:0 2:0 2:1 3:1 3:2 3:3 4:3      | 38' В.Шувалов (мен.) Г.Женишек Л.Степанов |                 | Судьи: М.Дмитриев (Москва) А.Берзайс (Рига) |
|                                                         |                                  |                                           |                 | Судьи: М.Дмитриев (Москва) А.Берзайс (Рига) |
|                                                         |                                  |                                           |                 | Судьи: М.Дмитриев (Москва) А.Берзайс (Рига) |
|                                                         |                                  |                                           |                 | Судьи: М.Дмитриев (Москва) А.Берзайс (Рига) |
|                                                         |                                  |                                           |                 | Судьи: М.Дмитриев (Москва) А.Берзайс (Рига) |
|                                                         |                                  |                                           |                 |                                             |

| 26.01.1949 | «Динамо» Ленинград | 2:5 (1:0, 0:2, 1:3) | «Динамо» Москва | Стадион «Динамо», Ленинград |

| Отчёт                        | Отчёт                      | Отчёт                                             | Отчёт              | Отчёт                                             |
| ---------------------------- | -------------------------- | ------------------------------------------------- | ------------------ | ------------------------------------------------- |
|                              |                            |                                                   |                    |                                                   |
|                              | Владимир Башкиров          | Вратари                                           | Виктор Ставровский | Судьи: В.Моргунов (Москва) В.Понугаев (Ленинград) |
|                              | Голы:                      |                                                   |                    | Судьи: В.Моргунов (Москва) В.Понугаев (Ленинград) |
| А.Викторов 5' А.Викторов 43' | 1:0 1:1 1:2 :2 2:3 2:4 2:5 | 35' Б.Петелин О.Толмачёв 45' Н.Поставнин А.Уваров |                    | Судьи: В.Моргунов (Москва) В.Понугаев (Ленинград) |
|                              |                            |                                                   |                    | Судьи: В.Моргунов (Москва) В.Понугаев (Ленинград) |
|                              |                            |                                                   |                    | Судьи: В.Моргунов (Москва) В.Понугаев (Ленинград) |
|                              |                            |                                                   |                    | Судьи: В.Моргунов (Москва) В.Понугаев (Ленинград) |
|                              |                            |                                                   |                    | Судьи: В.Моргунов (Москва) В.Понугаев (Ленинград) |
|                              |                            |                                                   |                    |                                                   |

| 26.01.1949 | «Крылья Советов» Москва | 5:5 (2:0, 2:3, 1:2) | «Дзержинец» Ленинград | Стадион «Динамо», Москва |

| Отчёт                                           | Отчёт                                   | Отчёт                                                  | Отчёт        | Отчёт                                        |
| ----------------------------------------------- | --------------------------------------- | ------------------------------------------------------ | ------------ | -------------------------------------------- |
|                                                 |                                         |                                                        |              |                                              |
|                                                 | Борис Запрягаев                         | Вратари                                                | Николай Финк | Судьи: Н.Павлов (Москва) Ю.Пастухов (Москва) |
|                                                 | Голы:                                   |                                                        |              | Судьи: Н.Павлов (Москва) Ю.Пастухов (Москва) |
| П.Котов 12' А.Кучевский (А.Кострюков) А.Гурышев | 1:0 2:0 2:1 3:1 4:1 4:2 4:3 4:4 5:4 5:5 | А.Соколов (бол.) А.Графов В.Ковалёв А.Соколов А.Графов |              | Судьи: Н.Павлов (Москва) Ю.Пастухов (Москва) |
|                                                 |                                         |                                                        |              | Судьи: Н.Павлов (Москва) Ю.Пастухов (Москва) |
|                                                 |                                         |                                                        |              | Судьи: Н.Павлов (Москва) Ю.Пастухов (Москва) |
|                                                 |                                         |                                                        |              | Судьи: Н.Павлов (Москва) Ю.Пастухов (Москва) |
|                                                 |                                         |                                                        |              | Судьи: Н.Павлов (Москва) Ю.Пастухов (Москва) |
|                                                 |                                         |                                                        |              |                                              |

| 29.01.1949 | «Крылья Советов» Москва | 1:3 (0:1, 1:0, 0:2) | ВВС МВО Москва | Стадион «Динамо», Москва |

| Отчёт                     | Отчёт           | Отчёт                               | Отчёт | Отчёт                                        |
| ------------------------- | --------------- | ----------------------------------- | ----- | -------------------------------------------- |
|                           |                 |                                     |       |                                              |
|                           | Борис Запрягаев | Вратари                             | ?     | Судьи: В.Моргунов (Москва) В.Щербов (Москва) |
|                           | Голы:           |                                     |       | Судьи: В.Моргунов (Москва) В.Щербов (Москва) |
| А.Кучевский (П.Котов) 38' | 0:1 :1 1:2 1:3  | 6' Ю.Жибуртович И.Новиков Ю.Тарасов |       | Судьи: В.Моргунов (Москва) В.Щербов (Москва) |
|                           |                 |                                     |       | Судьи: В.Моргунов (Москва) В.Щербов (Москва) |
|                           |                 |                                     |       | Судьи: В.Моргунов (Москва) В.Щербов (Москва) |
|                           |                 |                                     |       | Судьи: В.Моргунов (Москва) В.Щербов (Москва) |
|                           |                 |                                     |       | Судьи: В.Моргунов (Москва) В.Щербов (Москва) |
|                           |                 |                                     |       |                                              |

| 30.01.1949 | «Динамо» Ленинград | 2:4 (1:0, 0:1, 1:3) | ЦДКА Москва | Стадион «Динамо», Ленинград |

| Отчёт                       | Отчёт                  | Отчёт                                         | Отчёт           | Отчёт                                            |
| --------------------------- | ---------------------- | --------------------------------------------- | --------------- | ------------------------------------------------ |
|                             |                        |                                               |                 |                                                  |
|                             | Владимир Башкиров      | Вратари                                       | Борис Афанасьев | Судьи: М.Белянин (Москва) И.Куренков (Ленинград) |
|                             | Голы:                  |                                               |                 | Судьи: М.Белянин (Москва) И.Куренков (Ленинград) |
| Д.Фёдоров 10' В.Фёдоров 49' | 1:0 1:1 1:2 :2 2:3 2:4 | 22' А.Тарасов 43' Евгений Бабич 49' А.Тарасов |                 | Судьи: М.Белянин (Москва) И.Куренков (Ленинград) |
|                             |                        |                                               |                 | Судьи: М.Белянин (Москва) И.Куренков (Ленинград) |
|                             |                        |                                               |                 | Судьи: М.Белянин (Москва) И.Куренков (Ленинград) |
|                             |                        |                                               |                 | Судьи: М.Белянин (Москва) И.Куренков (Ленинград) |
|                             |                        |                                               |                 | Судьи: М.Белянин (Москва) И.Куренков (Ленинград) |
|                             |                        |                                               |                 |                                                  |

| 30.01.1949 14:00 | «Динамо» Москва | 8:3 (4:2, 0:0, 4:1) | «Дзержинец» Ленинград | Стадион «Динамо», Москва |

| Отчёт                                                                            | Отчёт                     | Отчёт                       | Отчёт | Отчёт                                           |
| -------------------------------------------------------------------------------- | ------------------------- | --------------------------- | ----- | ----------------------------------------------- |
|                                                                                  |                           |                             |       |                                                 |
|                                                                                  | Виктор Ставровский        | Вратари                     | ?     | Судьи: Н.Канунников (Москва) А.Балашов (Москва) |
|                                                                                  | Голы:                     |                             |       | Судьи: Н.Канунников (Москва) А.Балашов (Москва) |
| В.Трофимов А.Уваров Б.Петелин (2), А.Уваров, О.Толмачёв, Н.Медведев, Н.Поставнин | 1:0 2:0 2:1 2:2 3-8:2 8:3 | А.Графов В.Ковалёв А.Графов |       | Судьи: Н.Канунников (Москва) А.Балашов (Москва) |
|                                                                                  |                           |                             |       | Судьи: Н.Канунников (Москва) А.Балашов (Москва) |
|                                                                                  |                           |                             |       | Судьи: Н.Канунников (Москва) А.Балашов (Москва) |
|                                                                                  |                           |                             |       | Судьи: Н.Канунников (Москва) А.Балашов (Москва) |
|                                                                                  |                           |                             |       | Судьи: Н.Канунников (Москва) А.Балашов (Москва) |
|                                                                                  |                           |                             |       |                                                 |

| 01.02.1949 | «Динамо» Таллин | 1:9 (0:1, 0:6, 1:2) | ЦДКА Москва | Стадион «Калев», Таллин |

| Отчёт     | Отчёт                                   | Отчёт   | Отчёт | Отчёт                                         |
| --------- | --------------------------------------- | ------- | ----- | --------------------------------------------- |
|           |                                         |         |       |                                               |
|           | Карл Лиив                               | Вратари | ?     | Судьи: А.Зябликов (Ленинград) Э.Саар (Таллин) |
|           | Голы:                                   |         |       | Судьи: А.Зябликов (Ленинград) Э.Саар (Таллин) |
| Л.Ряммаль | 0:1 0:2 0:3 0:4 0:5 0:6 0:7 0:8 0:9 1:9 |         |       | Судьи: А.Зябликов (Ленинград) Э.Саар (Таллин) |
|           |                                         |         |       | Судьи: А.Зябликов (Ленинград) Э.Саар (Таллин) |
|           |                                         |         |       | Судьи: А.Зябликов (Ленинград) Э.Саар (Таллин) |
|           |                                         |         |       | Судьи: А.Зябликов (Ленинград) Э.Саар (Таллин) |
|           |                                         |         |       | Судьи: А.Зябликов (Ленинград) Э.Саар (Таллин) |
|           |                                         |         |       |                                               |

| 02.02.1949 | «Динамо» Рига | 3:2 (1:0, 2:1, 0:1) | «Крылья Советов» Москва | Стадион «Динамо», Рига |

| Отчёт                                                         | Отчёт               | Отчёт                    | Отчёт | Отчёт                                       |
| ------------------------------------------------------------- | ------------------- | ------------------------ | ----- | ------------------------------------------- |
|                                                               |                     |                          |       |                                             |
|                                                               | Харий Меллупс       | Вратари                  | ?     | Судьи: В.Моргунов (Москва) Э.Волгаст (Рига) |
|                                                               | Голы:               |                          |       | Судьи: В.Моргунов (Москва) Э.Волгаст (Рига) |
| В.Шульманис 18' Р.Шульманис (А.Браунс) (бол.) А.Браунс (бол.) | 1:0 2:0 3:0 3:1 3:2 | В.Горохов (бол.) С.Митин |       | Судьи: В.Моргунов (Москва) Э.Волгаст (Рига) |
|                                                               |                     |                          |       | Судьи: В.Моргунов (Москва) Э.Волгаст (Рига) |
|                                                               |                     |                          |       | Судьи: В.Моргунов (Москва) Э.Волгаст (Рига) |
|                                                               |                     |                          |       | Судьи: В.Моргунов (Москва) Э.Волгаст (Рига) |
|                                                               |                     |                          |       | Судьи: В.Моргунов (Москва) Э.Волгаст (Рига) |
|                                                               |                     |                          |       |                                             |

| 03.02.1949 | «Спартак» Москва | 3:2 (0:0, 1:0, 2:2) | ВВС МВО Москва | Стадион «Динамо», Москва |

| Отчёт                                                  | Отчёт               | Отчёт                         | Отчёт         | Отчёт                                      |
| ------------------------------------------------------ | ------------------- | ----------------------------- | ------------- | ------------------------------------------ |
|                                                        |                     |                               |               |                                            |
|                                                        | ?                   | Вратари                       | Николай Исаев | Судьи: С.Савин (Москва) М.Белянин (Москва) |
|                                                        | Голы:               |                               |               | Судьи: С.Савин (Москва) М.Белянин (Москва) |
| З.Ганусаускас (бол.) 40' Н.Нилов (В.Захаров) Б.Соколов | 1:0 1:1 2:1 3:1 3:2 | И.Новиков Ю.Жибуртович (мен.) |               | Судьи: С.Савин (Москва) М.Белянин (Москва) |
|                                                        |                     |                               |               | Судьи: С.Савин (Москва) М.Белянин (Москва) |
|                                                        |                     |                               |               | Судьи: С.Савин (Москва) М.Белянин (Москва) |
|                                                        |                     |                               |               | Судьи: С.Савин (Москва) М.Белянин (Москва) |
|                                                        |                     |                               |               | Судьи: С.Савин (Москва) М.Белянин (Москва) |
|                                                        |                     |                               |               |                                            |

| 04.02.1949 19:30 | «Динамо» Рига | 1:1 (0:0, 0:1, 1:0) | ЦДКА Москва | Стадион «Динамо», Рига |

| Отчёт    | Отчёт         | Отчёт       | Отчёт           | Отчёт |
| -------- | ------------- | ----------- | --------------- | ----- |
|          |               |             |                 |       |
|          | Харий Меллупс | Вратари     | Борис Афанасьев |       |
|          | Голы:         |             |                 |       |
| А.Браунс | 0:1 :1        | В.Никаноров |                 |       |
|          |               |             |                 |       |
|          |               |             |                 |       |
|          |               |             |                 |       |
|          |               |             |                 |       |
|          |               |             |                 |       |

| 05.02.1949 | «Дзержинец» Челябинск | 2:8 (1:4, 0:2, 1:2) | «Динамо» Москва | Стадион «Дзержинец», Челябинск |

| Отчёт                            | Отчёт                                   | Отчёт                                                                         | Отчёт              | Отчёт                                           |
| -------------------------------- | --------------------------------------- | ----------------------------------------------------------------------------- | ------------------ | ----------------------------------------------- |
|                                  |                                         |                                                                               |                    |                                                 |
|                                  | Борис Ребянский                         | Вратари                                                                       | Виктор Ставровский | Судьи: В.Архипов (Москва) И.Мордвин (Челябинск) |
|                                  | Голы:                                   |                                                                               |                    | Судьи: В.Архипов (Москва) И.Мордвин (Челябинск) |
| Л.Степанов (В.Шувалов) В.Шувалов | 1:0 1:1 1:2 1:3 1:4 1:5 1:6 1:7 2:7 2:8 | Б.Петелин А.Уваров В.Трофимов Н.Поставнин В.Трофимов Н.Поставнин Н.Медведев ? |                    | Судьи: В.Архипов (Москва) И.Мордвин (Челябинск) |
|                                  |                                         |                                                                               |                    | Судьи: В.Архипов (Москва) И.Мордвин (Челябинск) |
|                                  |                                         |                                                                               |                    | Судьи: В.Архипов (Москва) И.Мордвин (Челябинск) |
|                                  |                                         |                                                                               |                    | Судьи: В.Архипов (Москва) И.Мордвин (Челябинск) |
|                                  |                                         |                                                                               |                    | Судьи: В.Архипов (Москва) И.Мордвин (Челябинск) |
|                                  |                                         |                                                                               |                    |                                                 |

| 06.02.1949 | «Динамо» Таллин | 0:4 (?:?, ?:?, ?:?) | «Крылья Советов» Москва | Стадион «Калев», Таллин |

| Отчёт | Отчёт           | Отчёт | Отчёт | Отчёт |
| ----- | --------------- | ----- | ----- | ----- |
|       |                 |       |       |       |
|       |                 |       |       |       |
|       | Голы:           |       |       |       |
|       | 0:1 0:2 0:3 0:4 |       |       |       |
|       |                 |       |       |       |
|       |                 |       |       |       |
|       |                 |       |       |       |
|       |                 |       |       |       |
|       |                 |       |       |       |

| 06.02.1949 14:00 | «Спартак» Москва | 5:4 (1:1, 1:3, 3:0) | «Динамо» Ленинград | Стадион «Динамо», Москва |

| Отчёт                                              | Отчёт                              | Отчёт                                         | Отчёт                             | Отчёт                                         |
| -------------------------------------------------- | ---------------------------------- | --------------------------------------------- | --------------------------------- | --------------------------------------------- |
|                                                    |                                    |                                               |                                   |                                               |
|                                                    | Дмитрий Петров                     | Вратари                                       | Владимир Башкиров (Павел Забелин) | Судьи: С.Ильин (Москва) Н.Канунников (Москва) |
|                                                    | Голы:                              |                                               |                                   | Судьи: С.Ильин (Москва) Н.Канунников (Москва) |
| И.Нетто 20' В.Захаров (мен.) В.Захаров Н.Нилов 45' | 0:1 :1 1:2 1:3 2:3 2:4 3:4 4:4 5:4 | 9' В.Латков А.Викторов Вас.Фёдоров А.Викторов |                                   | Судьи: С.Ильин (Москва) Н.Канунников (Москва) |
|                                                    |                                    |                                               |                                   | Судьи: С.Ильин (Москва) Н.Канунников (Москва) |
|                                                    |                                    |                                               |                                   | Судьи: С.Ильин (Москва) Н.Канунников (Москва) |
|                                                    |                                    |                                               |                                   | Судьи: С.Ильин (Москва) Н.Канунников (Москва) |
|                                                    |                                    |                                               |                                   | Судьи: С.Ильин (Москва) Н.Канунников (Москва) |
|                                                    |                                    |                                               |                                   |                                               |

| 06.02.1949 14:00 | «Динамо» Рига | 0:5 (0:1, 0:1, 0:3) | ВВС МВО Москва | Стадион «Динамо», Рига |

| Отчёт | Отчёт               | Отчёт                                                                    | Отчёт         | Отчёт                                     |
| ----- | ------------------- | ------------------------------------------------------------------------ | ------------- | ----------------------------------------- |
|       |                     |                                                                          |               |                                           |
|       | Аугуст Петерсонс    | Вратари                                                                  | Николай Исаев | Судьи: М.Дмитриев (Москва) В.Блумс (Рига) |
|       | Голы:               |                                                                          |               | Судьи: М.Дмитриев (Москва) В.Блумс (Рига) |
|       | 0:1 0:2 0:3 0:4 0:5 | 12' И.Новиков 33' И.Новиков (З.Зикмунд) А.Моисеев Б.Бочарников И.Новиков |               | Судьи: М.Дмитриев (Москва) В.Блумс (Рига) |
|       |                     |                                                                          |               | Судьи: М.Дмитриев (Москва) В.Блумс (Рига) |
|       |                     |                                                                          |               | Судьи: М.Дмитриев (Москва) В.Блумс (Рига) |
|       |                     |                                                                          |               | Судьи: М.Дмитриев (Москва) В.Блумс (Рига) |
|       |                     |                                                                          |               | Судьи: М.Дмитриев (Москва) В.Блумс (Рига) |
|       |                     |                                                                          |               |                                           |

| 08.02.1949 | «Дзержинец» Челябинск | 7:1 (2:0, 0:0, 5:1) | «Дзержинец» Ленинград | Стадион «Дзержинец», Челябинск |

| Отчёт                                                            | Отчёт                           | Отчёт   | Отчёт | Отчёт                                               |
| ---------------------------------------------------------------- | ------------------------------- | ------- | ----- | --------------------------------------------------- |
|                                                                  |                                 |         |       |                                                     |
|                                                                  | Борис Ребянский                 | Вратари | ?     | Судьи: П.Савостьянов (Москва) Г.Романов (Челябинск) |
|                                                                  | Голы:                           |         |       | Судьи: П.Савостьянов (Москва) Г.Романов (Челябинск) |
| Л.Степанов (В.Васильев) В.Васильев Г.Женишек В.Шувалов Г.Женишек | 1:0 2:0 3:0 4:0 5:0 6:0 7:0 7:1 | ?       |       | Судьи: П.Савостьянов (Москва) Г.Романов (Челябинск) |
|                                                                  |                                 |         |       | Судьи: П.Савостьянов (Москва) Г.Романов (Челябинск) |
|                                                                  |                                 |         |       | Судьи: П.Савостьянов (Москва) Г.Романов (Челябинск) |
|                                                                  |                                 |         |       | Судьи: П.Савостьянов (Москва) Г.Романов (Челябинск) |
|                                                                  |                                 |         |       | Судьи: П.Савостьянов (Москва) Г.Романов (Челябинск) |
|                                                                  |                                 |         |       |                                                     |

| 09.02.1949 | «Спартак» Москва | 3:3 (1:1, 1:2, 1:0) | «Крылья Советов» Москва | Стадион «Динамо», Москва |

| Отчёт                                        | Отчёт                  | Отчёт                          | Отчёт           | Отчёт                                       |
| -------------------------------------------- | ---------------------- | ------------------------------ | --------------- | ------------------------------------------- |
|                                              |                        |                                |                 |                                             |
|                                              | ?                      | Вратари                        | Борис Запрягаев | Судьи: В.Щербов (Москва) А.Балашов (Москва) |
|                                              | Голы:                  |                                |                 | Судьи: В.Щербов (Москва) А.Балашов (Москва) |
| Н.Нилов (штр. бр.) Б.Соколов (бол.) А.Сеглин | 1:0 1:1 2:1 2:2 2:3 :3 | А.Гурышев С.Митин 40' В.Егоров |                 | Судьи: В.Щербов (Москва) А.Балашов (Москва) |
|                                              |                        |                                |                 | Судьи: В.Щербов (Москва) А.Балашов (Москва) |
|                                              |                        |                                |                 | Судьи: В.Щербов (Москва) А.Балашов (Москва) |
|                                              |                        |                                |                 | Судьи: В.Щербов (Москва) А.Балашов (Москва) |
|                                              |                        |                                |                 | Судьи: В.Щербов (Москва) А.Балашов (Москва) |
|                                              |                        |                                |                 |                                             |

| 10.02.1949 | «Динамо» Москва | 4:4 (1:1, 2:1, 1:2) | ВВС МВО Москва | Стадион «Динамо», Москва |

| Отчёт                                                                                              | Отчёт                          | Отчёт                                                                  | Отчёт         | Отчёт                                            |
| -------------------------------------------------------------------------------------------------- | ------------------------------ | ---------------------------------------------------------------------- | ------------- | ------------------------------------------------ |
| |                                |                                                                        |               |                                                  |
| | Виктор Ставровский             | Вратари                                                                | Николай Исаев | Судьи: В.Моргунов (Москва) Н.Канунников (Москва) |
| | Голы:                          |                                                                        |               | Судьи: В.Моргунов (Москва) Н.Канунников (Москва) |
| Н.Медведев (В.Трофимов) 18' Н.Поставнин (В.Трофимов) 24' В.Трофимов 33' В.Климович (Б.Петелин) 49' | 0:1 :1 2:1 3:1 3:2 4:2 4:3 4:4 | 5' И.Новиков (Ю.Жибуртович) И.Новиков ? (бол.) В.Ставровский (автогол) |               | Судьи: В.Моргунов (Москва) Н.Канунников (Москва) |
| |                                |                                                                        |               | Судьи: В.Моргунов (Москва) Н.Канунников (Москва) |
| |                                |                                                                        |               | Судьи: В.Моргунов (Москва) Н.Канунников (Москва) |
| |                                |                                                                        |               | Судьи: В.Моргунов (Москва) Н.Канунников (Москва) |
| |                                |                                                                        |               | Судьи: В.Моргунов (Москва) Н.Канунников (Москва) |
| |                                |                                                                        |               |                                                  |

| 11.02.1949 | «Динамо» Таллин | 0:0 (0:0, 0:0, 0:0) | «Динамо» Рига | Стадион «Калев», Таллин |

| Отчёт | Отчёт | Отчёт | Отчёт | Отчёт |
| ----- | ----- | ----- | ----- | ----- |
|       |       |       |       |       |
|       |       |       |       |       |
|       |       |       |       |       |
|       |       |       |       |       |
|       |       |       |       |       |
|       |       |       |       |       |
|       |       |       |       |       |
|       |       |       |       |       |
|       |       |       |       |       |

| 12.02.1949 | «Дзержинец» Челябинск | 3:1 (?:?, ?:?, ?:?) | «Динамо» Ленинград | Стадион «Дзержинец», Челябинск |

| Отчёт | Отчёт | Отчёт | Отчёт | Отчёт |
| ----- | ----- | ----- | ----- | ----- |
|       |       |       |       |       |
|       |       |       |       |       |
|       |       |       |       |       |
|       |       |       |       |       |
|       |       |       |       |       |
|       |       |       |       |       |
|       |       |       |       |       |
|       |       |       |       |       |
|       |       |       |       |       |

| 12.02.1949 | ЦДКА Москва | 9:2 (3:0, 5:1, 1:1) | «Спартак» Москва | Стадион «Динамо», Москва Зрителей: 20 000 |

| Отчёт                                                 | Отчёт                          | Отчёт                    | Отчёт          | Отчёт                                        |
| ----------------------------------------------------- | ------------------------------ | ------------------------ | -------------- | -------------------------------------------- |
|                                                       |                                |                          |                |                                              |
|                                                       | Григорий Мкртычан              | Вратари                  | Дмитрий Петров | Судьи: В.Архипов (Москва) М.Белянин (Москва) |
|                                                       | Голы:                          |                          |                | Судьи: В.Архипов (Москва) М.Белянин (Москва) |
| В.Бобров А.Тарасов В.Бобров 17' В.Бобров (5) В.Бобров | 1:0 2:0 3:0 2-й период 8:2 9:2 | Б.Соколов (бол.) И.Нетто |                | Судьи: В.Архипов (Москва) М.Белянин (Москва) |
|                                                       |                                |                          |                | Судьи: В.Архипов (Москва) М.Белянин (Москва) |
|                                                       |                                |                          |                | Судьи: В.Архипов (Москва) М.Белянин (Москва) |
|                                                       |                                |                          |                | Судьи: В.Архипов (Москва) М.Белянин (Москва) |
|                                                       |                                |                          |                | Судьи: В.Архипов (Москва) М.Белянин (Москва) |
|                                                       |                                |                          |                |                                              |

| 14.02.1949 | «Дзержинец» Ленинград | 1:7 (0:3, 1:2, 0:2) | «Динамо» Рига | Стадион Кировского завода, Ленинград |

| Отчёт | Отчёт                           | Отчёт | Отчёт | Отчёт                                              |
| ----- | ------------------------------- | ----- | ----- | -------------------------------------------------- |
|       |                                 |       |       |                                                    |
|       |                                 |       |       | Судьи: В.Фридман (Ленинград) Н.Канунников (Москва) |
|       | Голы:                           |       |       |                                                    |
|       | 0:1 0:2 0:3 0:4 0:5 1:5 1:6 1:7 |       |       |                                                    |
|       |                                 |       |       |                                                    |
|       |                                 |       |       |                                                    |
|       |                                 |       |       |                                                    |
|       |                                 |       |       |                                                    |
|       |                                 |       |       |                                                    |

| 15.02.1949 | «Крылья Советов» Москва | 6:2 (3:0, 2:1, 1:1) | «Дзержинец» Челябинск | Стадион «Динамо», Москва |

| Отчёт                                                 | Отчёт                              | Отчёт                | Отчёт | Отчёт                                              |
| ----------------------------------------------------- | ---------------------------------- | -------------------- | ----- | -------------------------------------------------- |
|                                                       |                                    |                      |       |                                                    |
|                                                       |                                    |                      |       | Судьи: В. Моргунов (Москва) А.Зябликов (Ленинград) |
|                                                       | Голы:                              |                      |       |                                                    |
| А.Гурышев П.Котов А.Гурышев С.Митин П.Котов А.Гурышев | 1:0 2:0 3:0 4:0 4:1 5:1 3-й период | Л.Степанов В.Шувалов |       |                                                    |
|                                                       |                                    |                      |       |                                                    |
|                                                       |                                    |                      |       |                                                    |
|                                                       |                                    |                      |       |                                                    |
|                                                       |                                    |                      |       |                                                    |
|                                                       |                                    |                      |       |                                                    |

| 16.02.1949 | «Дзержинец» Ленинград | 2:10 (1:3, 1:4, 0:3) | ВВС МВО Москва | Стадион Кировского завода, Ленинград |

| Отчёт | Отчёт | Отчёт | Отчёт | Отчёт                                           |
| ----- | ----- | ----- | ----- | ----------------------------------------------- |
|       |       |       |       |                                                 |
|       |       |       |       | Судьи: В.Фридман (Ленинград) В.Донской (Москва) |
|       |       |       |       |                                                 |
|       |       |       |       |                                                 |
|       |       |       |       |                                                 |
|       |       |       |       |                                                 |
|       |       |       |       |                                                 |
|       |       |       |       |                                                 |
|       |       |       |       |                                                 |

| 16.02.1949 | ЦДКА Москва | 7:2 (3:1, 3:0, 1:1) | «Динамо» Москва | Стадион «Динамо», Москва Зрителей: 25 000 |

| Отчёт                                                                            | Отчёт                               | Отчёт                    | Отчёт              | Отчёт                                         |
| -------------------------------------------------------------------------------- | ----------------------------------- | ------------------------ | ------------------ | --------------------------------------------- |
|                                                                                  |                                     |                          |                    |                                               |
|                                                                                  | Григорий Мкртычан                   | Вратари                  | Виктор Ставровский | Судьи: В.Архипов (Москва) М.Дмитриев (Москва) |
|                                                                                  | Голы:                               |                          |                    | Судьи: В.Архипов (Москва) М.Дмитриев (Москва) |
| В.Давыдов (В.Никаноров) 7' В.Бобров 14' В.Меньшиков Е.Бабич В.Бобров Е.Бабич 57' | 1:0 2:0 3:0 3:1 4:1 5:1 6:1 6:2 7:2 | Н.Медведев 47' Б.Петелин |                    | Судьи: В.Архипов (Москва) М.Дмитриев (Москва) |
|                                                                                  |                                     |                          |                    | Судьи: В.Архипов (Москва) М.Дмитриев (Москва) |
|                                                                                  |                                     |                          |                    | Судьи: В.Архипов (Москва) М.Дмитриев (Москва) |
|                                                                                  |                                     |                          |                    | Судьи: В.Архипов (Москва) М.Дмитриев (Москва) |
|                                                                                  |                                     |                          |                    | Судьи: В.Архипов (Москва) М.Дмитриев (Москва) |
|                                                                                  |                                     |                          |                    |                                               |

| 17.02.1949 | «Динамо» Ленинград | 1:4 (0:3, 0:0, 1:1) | «Динамо» Рига | Стадион «Динамо», Ленинград |

| Отчёт      | Отчёт               | Отчёт                                    | Отчёт         | Отчёт                                         |
| ---------- | ------------------- | ---------------------------------------- | ------------- | --------------------------------------------- |
|            |                     |                                          |               |                                               |
|            | ?                   | Вратари                                  | Харий Меллупс | Судьи: В.Сямин (Ленинград) В.Донской (Москва) |
|            | Голы:               |                                          |               | Судьи: В.Сямин (Ленинград) В.Донской (Москва) |
| А.Викторов | 0:1 0:2 0:3 1:3 1:4 | Э.Баурис А.Егерс Л.Зилпаушс 55' Э.Баурис |               | Судьи: В.Сямин (Ленинград) В.Донской (Москва) |
|            |                     |                                          |               | Судьи: В.Сямин (Ленинград) В.Донской (Москва) |
|            |                     |                                          |               | Судьи: В.Сямин (Ленинград) В.Донской (Москва) |
|            |                     |                                          |               | Судьи: В.Сямин (Ленинград) В.Донской (Москва) |
|            |                     |                                          |               | Судьи: В.Сямин (Ленинград) В.Донской (Москва) |
|            |                     |                                          |               |                                               |

| 17.02.1949 | «Спартак» Москва | 1:1 (0:0, 0:1, 1:0) | «Дзержинец» Челябинск | Стадион «Дзержинец», Челябинск |

| Отчёт   | Отчёт          | Отчёт     | Отчёт | Отчёт                                        |
| ------- | -------------- | --------- | ----- | -------------------------------------------- |
|         |                |           |       |                                              |
|         | Дмитрий Петров | Вратари   | ?     | Судьи: В.Архипов (Москва) М.Белянин (Москва) |
|         | Голы:          |           |       | Судьи: В.Архипов (Москва) М.Белянин (Москва) |
| Н.Нилов | 0:1 :1         | Н.Эпштейн |       | Судьи: В.Архипов (Москва) М.Белянин (Москва) |
|         |                |           |       | Судьи: В.Архипов (Москва) М.Белянин (Москва) |
|         |                |           |       | Судьи: В.Архипов (Москва) М.Белянин (Москва) |
|         |                |           |       | Судьи: В.Архипов (Москва) М.Белянин (Москва) |
|         |                |           |       | Судьи: В.Архипов (Москва) М.Белянин (Москва) |
|         |                |           |       |                                              |

| 18.02.1949 22:00 | «Крылья Советов» Москва | 3:1 (2:0, 1:0, 0:1) | ЦДКА Москва | Стадион «Динамо», Москва Зрителей: 1000 |

| Отчёт                             | Отчёт           | Отчёт    | Отчёт             | Отчёт                                           |
| --------------------------------- | --------------- | -------- | ----------------- | ----------------------------------------------- |
|                                   |                 |          |                   |                                                 |
|                                   | Борис Запрягаев | Вратари  | Григорий Мкртычан | Судьи: М.Белянин (Москва) П.Савостянов (Москва) |
|                                   | Голы:           |          |                   | Судьи: М.Белянин (Москва) П.Савостянов (Москва) |
| А.Гурышев (бол.) 4' А.Гурышев 40' | 1:0 2:0 3:0 3:1 | В.Бобров |                   | Судьи: М.Белянин (Москва) П.Савостянов (Москва) |
|                                   |                 |          |                   | Судьи: М.Белянин (Москва) П.Савостянов (Москва) |
|                                   |                 |          |                   | Судьи: М.Белянин (Москва) П.Савостянов (Москва) |
|                                   |                 |          |                   | Судьи: М.Белянин (Москва) П.Савостянов (Москва) |
|                                   |                 |          |                   | Судьи: М.Белянин (Москва) П.Савостянов (Москва) |
|                                   |                 |          |                   |                                                 |

| 19.02.1949 | ВВС МВО Москва | 4:2 (0:0, 2:1, 2:1) | «Дзержинец» Челябинск | Стадион «Динамо», Москва |

| Отчёт                               | Отчёт                  | Отчёт                        | Отчёт | Отчёт                                       |
| ----------------------------------- | ---------------------- | ---------------------------- | ----- | ------------------------------------------- |
|                                     |                        |                              |       |                                             |
|                                     |                        |                              |       | Судьи: А.Берзайс (Рига) В.Моргунов (Москва) |
|                                     | Голы:                  |                              |       |                                             |
| Ю.Жибуртович А.Виноградов И.Новиков | 0:1 :1 2:1 2:2 3:2 4:2 | 24' В.Шувалов 41' С.Захватов |       |                                             |
|                                     |                        |                              |       |                                             |
|                                     |                        |                              |       |                                             |
|                                     |                        |                              |       |                                             |
|                                     |                        |                              |       |                                             |
|                                     |                        |                              |       |                                             |

| 19.02.1949 | «Динамо» Рига | 3:3 (3:1, 0:1, 0:1) | «Спартак» Москва | Стадион «Динамо», Москва |

| Отчёт                                              | Отчёт                  | Отчёт                                                               | Отчёт | Отчёт                                           |
| -------------------------------------------------- | ---------------------- | ------------------------------------------------------------------- | ----- | ----------------------------------------------- |
|                                                    |                        |                                                                     |       |                                                 |
|                                                    |                        |                                                                     |       | Судьи: В.Архипов (Москва) Н.Канунников (Москва) |
|                                                    | Голы:                  |                                                                     |       |                                                 |
| В.Шульманис (бол.) А.Браунс (бол.) А.Браунс (бол.) | 0:1 :1 2:1 3:1 3:2 3:3 | 1' Б.Соколов (А.Сеглин, И.Нетто) (бол.) 42' Валентин Захаров (мен.) |       |                                                 |
|                                                    |                        |                                                                     |       |                                                 |
|                                                    |                        |                                                                     |       |                                                 |
|                                                    |                        |                                                                     |       |                                                 |
|                                                    |                        |                                                                     |       |                                                 |
|                                                    |                        |                                                                     |       |                                                 |

| 20.02.1949 | «Крылья Советов» Москва | 2:2 (1:1, 0:0, 1:1) | «Динамо» Москва | Стадион «Динамо», Москва |

| Отчёт             | Отчёт          | Отчёт      | Отчёт              | Отчёт                                      |
| ----------------- | -------------- | ---------- | ------------------ | ------------------------------------------ |
|                   |                |            |                    |                                            |
|                   | ?              | Вратари    | Виктор Ставровский | Судьи: С.Савин (Москва) В.Донской (Москва) |
|                   | Голы:          |            |                    | Судьи: С.Савин (Москва) В.Донской (Москва) |
| А.Гурышев С.Митин | 0:1 :1 2:1 2:2 | В.Трофимов |                    | Судьи: С.Савин (Москва) В.Донской (Москва) |
|                   |                |            |                    | Судьи: С.Савин (Москва) В.Донской (Москва) |
|                   |                |            |                    | Судьи: С.Савин (Москва) В.Донской (Москва) |
|                   |                |            |                    | Судьи: С.Савин (Москва) В.Донской (Москва) |
|                   |                |            |                    | Судьи: С.Савин (Москва) В.Донской (Москва) |
|                   |                |            |                    |                                            |

| 20.02.1949 | ЦДКА Москва | 6:1 (1:0, 3:1, 2:0) | «Дзержинец» Ленинград | Стадион «Динамо», Москва |

| Отчёт                                  | Отчёт           | Отчёт   | Отчёт | Отчёт |
| -------------------------------------- | --------------- | ------- | ----- | ----- |
|                                        |                 |         |       |       |
|                                        | Борис Афанасьев | Вратари | ?     |       |
|                                        | Голы:           |         |       |       |
| В.Бобров (3), Е.Бабич (2), В.Меньшиков | -               | ?       |       |       |
|                                        |                 |         |       |       |
|                                        |                 |         |       |       |
|                                        |                 |         |       |       |
|                                        |                 |         |       |       |
|                                        |                 |         |       |       |

| 21.02.1949 | «Динамо» Таллин | 2:5 (0:0, 1:2, 1:3) | «Дзержинец» Челябинск | Стадион «Динамо», Москва |

| Отчёт | Отчёт | Отчёт | Отчёт | Отчёт |
| ----- | ----- | ----- | ----- | ----- |
|       |       |       |       |       |
|       |       |       |       |       |
|       |       |       |       |       |
|       |       |       |       |       |
|       |       |       |       |       |
|       |       |       |       |       |
|       |       |       |       |       |
|       |       |       |       |       |
|       |       |       |       |       |

| 21.02.1949 | «Динамо» Ленинград | 3:3 (0:1, 1:1, 2:1) | ВВС МВО Москва | Стадион «Динамо», Москва |

| Отчёт                         | Отчёт                  | Отчёт                 | Отчёт | Отчёт |
| ----------------------------- | ---------------------- | --------------------- | ----- | ----- |
|                               |                        |                       |       |       |
|                               |                        |                       |       |       |
|                               | Голы:                  |                       |       |       |
| Д.Фёдоров А.Викторов П.Иванов | 0:1 0:2 1:2 2:2 2:3 :3 | И.Новиков ? И.Новиков |       |       |
|                               |                        |                       |       |       |
|                               |                        |                       |       |       |
|                               |                        |                       |       |       |
|                               |                        |                       |       |       |
|                               |                        |                       |       |       |

| 26.02.1949 | «Динамо» Таллин | 1:8 (0:0, 1:4, 0:4) | «Динамо» Москва | Стадион «Динамо», Москва |

| Отчёт   | Отчёт        | Отчёт                                                                     | Отчёт              | Отчёт |
| ------- | ------------ | ------------------------------------------------------------------------- | ------------------ | ----- |
|         |              |                                                                           |                    |       |
|         | ?            | Вратари                                                                   | Виктор Ставровский |       |
|         | Голы:        |                                                                           |                    |       |
| А.Пяллу | 0:1 :0 0:2-8 | В.Трофимов , В.Климович (2), А.Уваров, Н.Поставнин, Н.Медведев, Б.Петелин |                    |       |
|         |              |                                                                           |                    |       |
|         |              |                                                                           |                    |       |
|         |              |                                                                           |                    |       |
|         |              |                                                                           |                    |       |
|         |              |                                                                           |                    |       |

| 26.02.1949 | «Динамо» Рига | 5:0 (1:0, 3:0, 1:0) | «Дзержинец» Ленинград | Стадион «Динамо», Москва |

| Отчёт                                     | Отчёт         | Отчёт   | Отчёт        | Отчёт |
| ----------------------------------------- | ------------- | ------- | ------------ | ----- |
|                                           |               |         |              |       |
|                                           | Харий Меллупс | Вратари | Николай Финк |       |
|                                           | Голы:         |         |              |       |
| В.Шульманис В.Шульманис, ?, ? В.Шульманис | 1:0 2-4:0 5:0 |         |              |       |
|                                           |               |         |              |       |
|                                           |               |         |              |       |
|                                           |               |         |              |       |
|                                           |               |         |              |       |
|                                           |               |         |              |       |

| 27.02.1949 | «Динамо» Москва | 7:3 (2:1, 3:2, 2:0) | «Динамо» Рига | Стадион «Динамо», Москва |

| Отчёт                                                          | Отчёт                                 | Отчёт             | Отчёт             | Отчёт |
| -------------------------------------------------------------- | ------------------------------------- | ----------------- | ----------------- | ----- |
|                                                                |                                       |                   |                   |       |
|                                                                | Виктор Ставровский                    | Вратари           | Лаймонис Зилпаушс |       |
|                                                                | Голы:                                 |                   |                   |       |
| В.Комаров Б.Петелин В.Трофимов А.Уваров Н.Поставнин В.Климович | 0:1 :1 2:1 2:2 2:3 :3 4:3 5:3 6:3 7:3 | А.Браунс Э.Баурис |                   |       |
|                                                                |                                       |                   |                   |       |
|                                                                |                                       |                   |                   |       |
|                                                                |                                       |                   |                   |       |
|                                                                |                                       |                   |                   |       |
|                                                                |                                       |                   |                   |       |

| 27.02.1949 | «Динамо» Таллин | 3:1 (0:0, 2:0, 1:1) | «Дзержинец» Ленинград | Стадион «Динамо», Москва |

| Отчёт                                   | Отчёт           | Отчёт     | Отчёт        | Отчёт |
| --------------------------------------- | --------------- | --------- | ------------ | ----- |
|                                         |                 |           |              |       |
|                                         | Карл Лиив       | Вратари   | Николай Финк |       |
|                                         | Голы:           |           |              |       |
| Л.Ряммаль 30' Л.Ряммаль 30' А.Пяллу 49' | 1:0 2:0 3:0 3:1 | А.Соколов |              |       |
|                                         |                 |           |              |       |
|                                         |                 |           |              |       |
|                                         |                 |           |              |       |
|                                         |                 |           |              |       |
|                                         |                 |           |              |       |

| 28.02.1949 | «Динамо» Таллин | 1:4 (1:2, 0:2, 0:0) | «Динамо» Ленинград | Стадион «Динамо», Москва |

| Отчёт | Отчёт | Отчёт | Отчёт | Отчёт |
| ----- | ----- | ----- | ----- | ----- |
|       |       |       |       |       |
|       |       |       |       |       |
|       |       |       |       |       |
|       |       |       |       |       |
|       |       |       |       |       |
|       |       |       |       |       |
|       |       |       |       |       |
|       |       |       |       |       |
|       |       |       |       |       |

| 01.03.1949 | «Дзержинец» Челябинск | 5:4 (2:2, 2:2, 1:0) | «Динамо» Рига | Стадион «Динамо», Москва |

| Отчёт                                    | Отчёт                              | Отчёт                                 | Отчёт | Отчёт |
| ---------------------------------------- | ---------------------------------- | ------------------------------------- | ----- | ----- |
|                                          |                                    |                                       |       |       |
|                                          |                                    |                                       |       |       |
|                                          | Голы:                              |                                       |       |       |
| Г.Женишек Л.Степанов Г.Женишек В.Шувалов | 0:1 0:2 1:2 2:2 3:2 3:3 3:4 :4 5:4 | А.Браунс Э.Клавс Х.Витолиньш Э.Баурис |       |       |
|                                          |                                    |                                       |       |       |
|                                          |                                    |                                       |       |       |
|                                          |                                    |                                       |       |       |
|                                          |                                    |                                       |       |       |
|                                          |                                    |                                       |       |       |

| 01.03.1949 | «Дзержинец» Ленинград | 3:6 (1:2, 0:3, 2:1) | «Спартак» Москва | Стадион «Динамо», Москва |

| Отчёт | Отчёт | Отчёт | Отчёт | Отчёт |
| ----- | ----- | ----- | ----- | ----- |
|       |       |       |       |       |
|       |       |       |       |       |
|       |       |       |       |       |
|       |       |       |       |       |
|       |       |       |       |       |
|       |       |       |       |       |
|       |       |       |       |       |
|       |       |       |       |       |
|       |       |       |       |       |

| 05.03.1949 | «Динамо» Таллин | 0:4 (0:2, 0:2, 0:0) | ВВС МВО Москва | Стадион «Динамо», Москва |

| Отчёт | Отчёт | Отчёт                                  | Отчёт | Отчёт |
| ----- | ----- | -------------------------------------- | ----- | ----- |
|       |       |                                        |       |       |
|       |       |                                        |       |       |
|       | Голы: |                                        |       |       |
|       | 0:1-4 | А.Виноградов (2), Ю.Тарасов, А.Моисеев |       |       |
|       |       |                                        |       |       |
|       |       |                                        |       |       |
|       |       |                                        |       |       |
|       |       |                                        |       |       |
|       |       |                                        |       |       |

| ??.03.1949 | «Динамо» Москва | +:- | «Динамо» Таллин | Стадион «Динамо», Москва |

| Отчёт | Отчёт | Отчёт | Отчёт | Отчёт |
| ----- | ----- | ----- | ----- | ----- |
|       |       |       |       |       |
|       |       |       |       |       |
|       |       |       |       |       |
|       |       |       |       |       |
|       |       |       |       |       |
|       |       |       |       |       |
|       |       |       |       |       |
|       |       |       |       |       |
|       |       |       |       |       |

| 08.03.1949 20:00 | ВВС МВО Москва | 1:4 (0:2, 1:0, 0:2) | ЦДКА Москва | Стадион «Динамо», Москва |

| Отчёт                 | Отчёт               | Отчёт                                                        | Отчёт           | Отчёт                       |
| --------------------- | ------------------- | ------------------------------------------------------------ | --------------- | --------------------------- |
|                       |                     |                                                              |                 |                             |
|                       | Борис Тропин        | Вратари                                                      | Борис Афанасьев | Судьи: В.Архипов (Москва) ? |
|                       | Голы:               |                                                              |                 | Судьи: В.Архипов (Москва) ? |
| Ю.Тарасов (В.Володин) | 0:1 0:2 1:2 1:3 1:4 | 9' В.Давыдов (М.Орехов) М.Орехов В.Бобров (Е.Бабич) М.Орехов |                 | Судьи: В.Архипов (Москва) ? |
|                       |                     |                                                              |                 | Судьи: В.Архипов (Москва) ? |
|                       |                     |                                                              |                 | Судьи: В.Архипов (Москва) ? |
|                       |                     |                                                              |                 | Судьи: В.Архипов (Москва) ? |
|                       |                     |                                                              |                 | Судьи: В.Архипов (Москва) ? |
|                       |                     |                                                              |                 |                             |

### Лучшие бомбардиры
1. Алексей Гурышев («Крылья Советов» Москва) — 29 шайб
2. Всеволод Бобров (ЦДКА) — 27 шайб
3. Иван Новиков (ВВС МВО) — 23 шайбы
4. Анатолий Викторов («Динамо» Ленинград) — 22 шайбы
5. Валентин Захаров («Спартак» Москва) — 20 шайб
6. Зденек Зикмунд (ВВС МВО) — 19 шайб
7. Василий Трофимов («Динамо» Москва) — 19 шайб
8. Виктор Шувалов («Дзержинец» Челябинск) — 18 шайб

### Факты чемпионата

#### Переходы
В межсезонье ряд игроков, в том числе ведущих, сменили клубы:
- в ленинградское «Динамо» из московского вернулся вратарь Павел Забелин
- челябинский «Дзержинец» усилился игроками ВВС и «Буревестника» Кулагиным и Степановым
- из покинувшего Первую группу каунасского «Спартака» в московский перешёл Зенонас Ганусаускас
- наиболее значительные изменения прошли в составе команды ВВС МВО. В неё перешли из московского «Спартака» вратарь Николай Исаев и первая тройка нападения Новиков-Зикмунд-Тарасов, из московского «Динамо» один из лучших защитников Борис Бочарников

#### Переигровка
18 декабря в Челябинске, при температуре -29 градусов, прошёл матч местного «Дзержинца» и рижского «Динамо». Из-за сильного мороза матч состоял из шести периодов по 10 минут. Хозяева победили 3-2, но гости подали протест, который был удовлетворён, результат был аннулирован. В переигровке в Москве 1 марта челябинцы вновь одержали победу со счётом 5-4.

#### Результаты матчей
Самые крупный счёт был зафиксирован в матче ленинградского «Дзержинца» с московским «Динамо» – 2-12. Этот же матч стал самым результативным. 

Наименее результативным стал матч между рижским и таллиннским «Динамо» – команды не забросили ни одной шайбы.

#### Рекорд
12 февраля в матче со «Спартаком» игрок ЦДКА Всеволод Бобров забросил 8 шайб. Армейцы победил со счётом 9-2

## Вторая группа
В январе, с небольшим опозданием, начались игры во Второй группе. Первоначально в турнире должны были принимать участие, как и в прошлом сезоне, 16 команд, 10 в 1-й (западной) зоне и 6 во 2-й (восточной). Но команда харьковского «Локомотива» (участник прошлогоднего первенства) отказалась от участия. Также не приняли участия в чемпионате три команды ДСО «Трудовые резервы» – из Ленинграда, Москвы и Куйбышева. Таким образом в чемпионате сыграло 12 клубов из 9 городов.
Команды, занявшие первые два места в своих зонах, выходили в финальный турнир, победитель которого переходил в Первую группу. Участники играли между собой по два спаренных матча, из экономии проходившихся на площадке одного из соперников.
Из 12 команд 7 команд уже имели опыт участия в чемпионате СССР, также команда из Минска на 100% состояла из игроков прошлогоднего представителя БССР. Ригу в этом розыгрыше представляла команда состоявшая из игроков в хоккей с мячом.

### 1-я зона
Турнир прошёл в равной борьбе, не выявив явных лидеров и аутсайдеров. Первое место занял московский «Локомотив», второе, как и год назад, СКИФ.
| М | Команда             | 1       | 2       | 3        | 4       | 5       | 6       | 7       | И  | В | Н | П | Ш     | О  |
| - | ------------------- | ------- | ------- | -------- | ------- | ------- | ------- | ------- | -- | - | - | - | ----- | -- |
| 1 | «Локомотив» Москва  | -       | 2:8 0:0 | 6:2 1: 0 | 5:0 4:0 | 1:0 3:3 | 2:2 3:2 | 4:1 3:2 | 12 | 8 | 3 | 1 | 34-20 | 19 |
| 2 | СКИФ Ленинград      | 8:2 0:0 | -       | 2:0 4:4  | 6:2 0:2 | 2:1 1:2 | 6:1 5:0 | 2:2 1:2 | 12 | 6 | 3 | 3 | 37-18 | 15 |
| 3 | ДО Ленинград        | 2:6 0:1 | 0:2 4:4 | -        | 2:2     | 3:0 1:7 | 6:3 4:2 | 3:1 4:3 | 12 | 5 | 3 | 4 | 31-33 | 13 |
| 4 | «Спартак» Минск     | 0:5 0:4 | 2:6 2:0 | 2:2      | -       | 3:2 2:1 | 1:3 1:1 | 5:2 2:1 | 12 | 5 | 3 | 4 | 22-29 | 13 |
| 5 | «Спартак» Ленинград | 0:1 3:3 | 1:2 2:1 | 0:3 7:1  | 2:3 1:2 | -       | 3:1 0:3 | 1:6 3:1 | 12 | 4 | 1 | 7 | 23-27 | 9  |
| 6 | ГОМЗ Ленинград      | 2:2 2:3 | 1:6 0:5 | 3:6 2:4  | 3:1 1:1 | 1:3 3:0 | -       | 6:7 3:0 | 12 | 3 | 2 | 7 | 27-38 | 8  |
| 7 | ДО Рига             | 1:4 2:3 | 2:2 2:1 | 1:3 3:4  | 6:1 1:3 | 7:6 0:3 | 4:2 1:1 | -       | 12 | 3 | 1 | 8 | 28-37 | 7  |

### 2-я зона
Как и в прошлом сезоне, 2 лучшие команды заняли свои места с явным преимуществом. свердловское «Динамо» на этот не потеряло ни одного очка, выиграв семь встреч из восьми с разгромным счётом, прошлогодние чемпионы РСФСР уверенно заняли второе место.
| М | Команда                  | 1         | 2        | 3        | 4         | 5        | И | В | Н | П | Ш     | О  |
| - | ------------------------ | --------- | -------- | -------- | --------- | -------- | - | - | - | - | ----- | -- |
| 1 | «Динамо» Свердловск      | -         | 11:2 3:2 | 9:1 10:0 | 12:1 10:1 | 16:5 9:3 | 8 | 8 | 0 | 0 | 80-15 | 16 |
| 2 | «Спартак» Воронеж        | 2:11 2:3  | -        | 5:3 2:1  | 5:3 5:5   | 5:2 6:1  | 8 | 5 | 1 | 2 | 32-29 | 11 |
| 3 | СК им. Сталина Молотов   | 1:9 0:10  | 3:5 1:2  | -        | 2:4 6:2   | 5:3 2:0  | 8 | 3 | 0 | 5 | 20-35 | 6  |
| 4 | «Дзержинец» Нижний Тагил | 1:12 1:10 | 3:5 5:5  | 4:2 2:6  | -         | 1:9 2:2  | 8 | 1 | 2 | 5 | 19-51 | 4  |
| 5 | «Торпедо» Горький        | 5:16 3:9  | 2:5 1:6  | 3:5 0:2  | 9:1 2:2   | -        | 8 | 1 | 1 | 6 | 25-46 | 3  |

### Финальный турнир
Игры прошли без перерывов на отдых с 27 февраля по 1 марта на стадионе парка ЦДКА в Москве. На этот раз победители зон сыграли уверенно, первое место и право выступать в Первой группе завоевал в равной борьбе московский «Локомотив». Однако позже, ввиду расширения высшего дивизиона, «Динамо» Свердловск и СКИФ также были переведены в элиту отечественного хоккея.
| М | Команда             | 1   | 2   | 3   | 4   | И | В | Н | П | Ш    | О |
| - | ------------------- | --- | --- | --- | --- | - | - | - | - | ---- | - |
| 1 | «Локомотив» Москва  | -   | 3:2 | 5:3 | 9:1 | 3 | 3 | 0 | 0 | 17-6 | 6 |
| 2 | «Динамо» Свердловск | 2:3 | -   | 5:4 | 9:2 | 3 | 2 | 0 | 1 | 16-9 | 4 |
| 3 | СКИФ Ленинград      | 3:5 | 4:5 | -   | 2:0 | 3 | 1 | 0 | 2 | 9-10 | 2 |
| 4 | «Спартак» Воронеж   | 1:9 | 2:9 | 0:2 | -   | 3 | 0 | 0 | 3 | 3-20 | 0 |